# Biserica de lemn din Sânmartinu de Câmpie

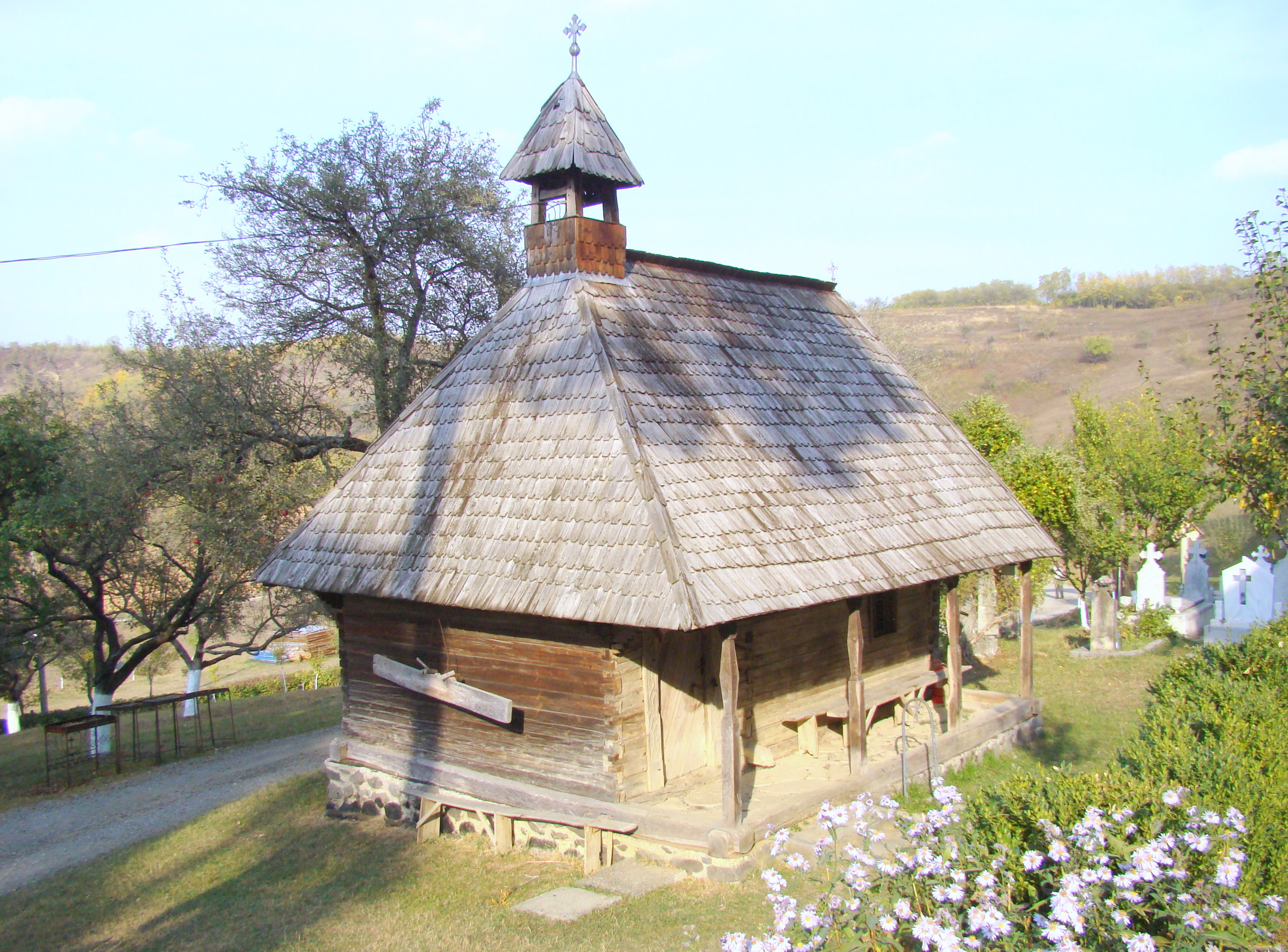
Biserica de lemn „Sfinții Arhangheli-Mănăstirea” din Sânmărtinu de Câmpie, comuna Râciu, județul Mureș, foto: octombrie 2009.

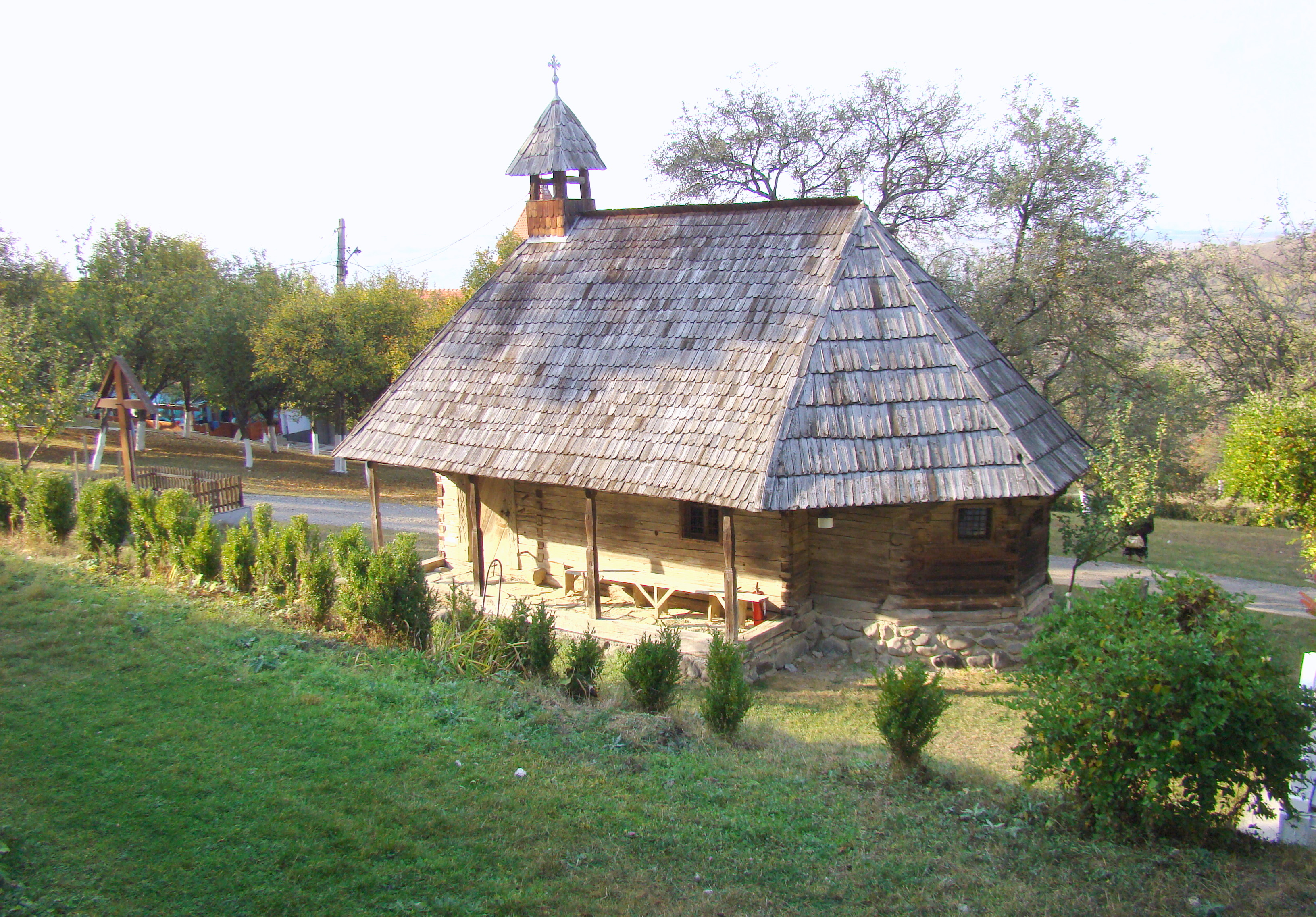
Biserica (sud-est)

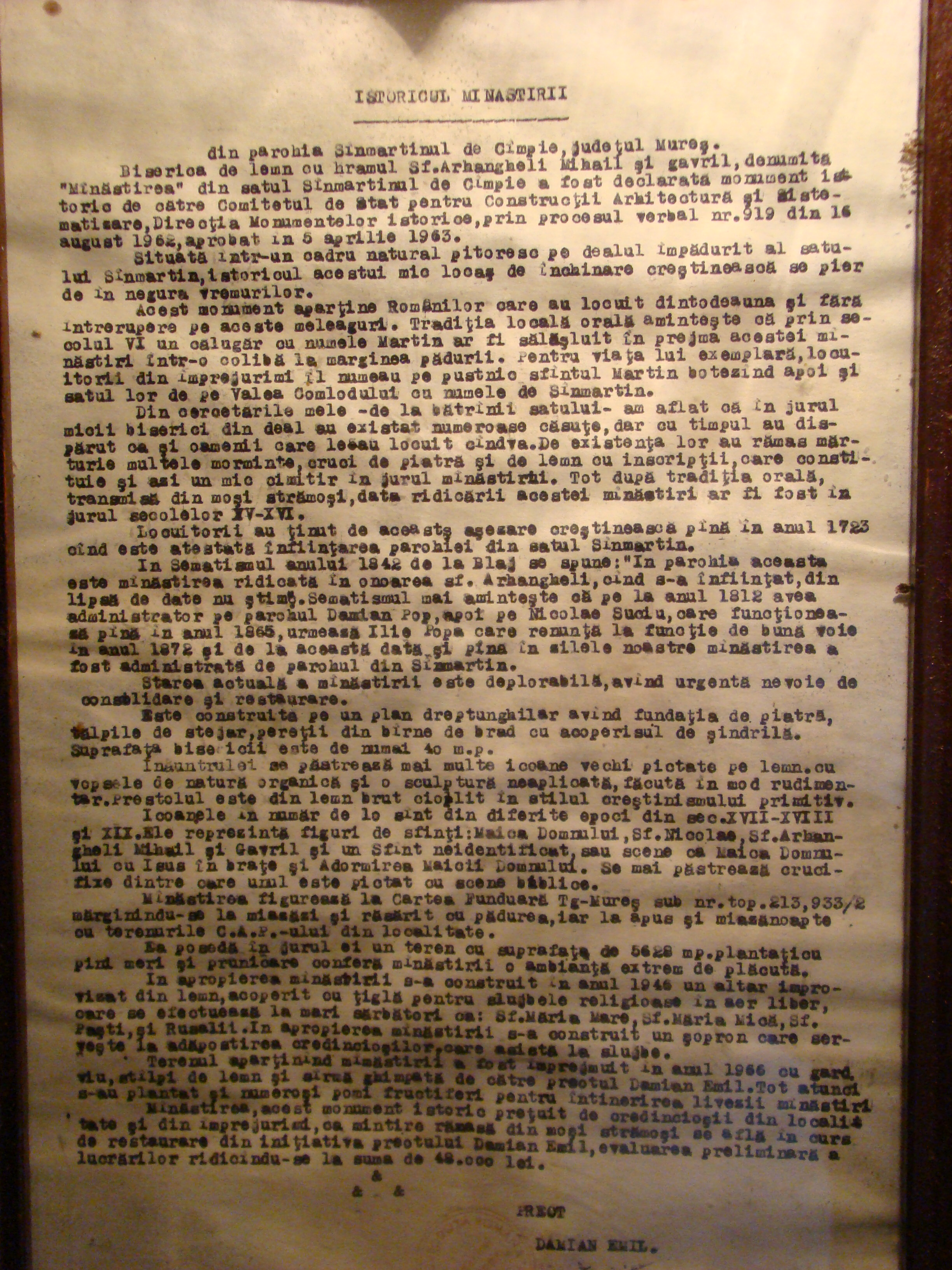
Istoricul bisericii de lemn și al mănăstirii din Sânmărtinu de Câmpie, neactualizat

Biserica de lemn din Sânmărtinu de Câmpie, comuna Râciu, județul Mureș a fost ridicată, probabil, în secolul al XVII-lea. Este adăpostită în incinta mănăstirii ortodoxe aflată în apropierea satului. Are hramul „Sfinții Arhangheli Mihail și Gavriil”. Biserica se află pe lista monumentelor istorice, cod LMI MS-II-m-A-15795.

## Vezi și

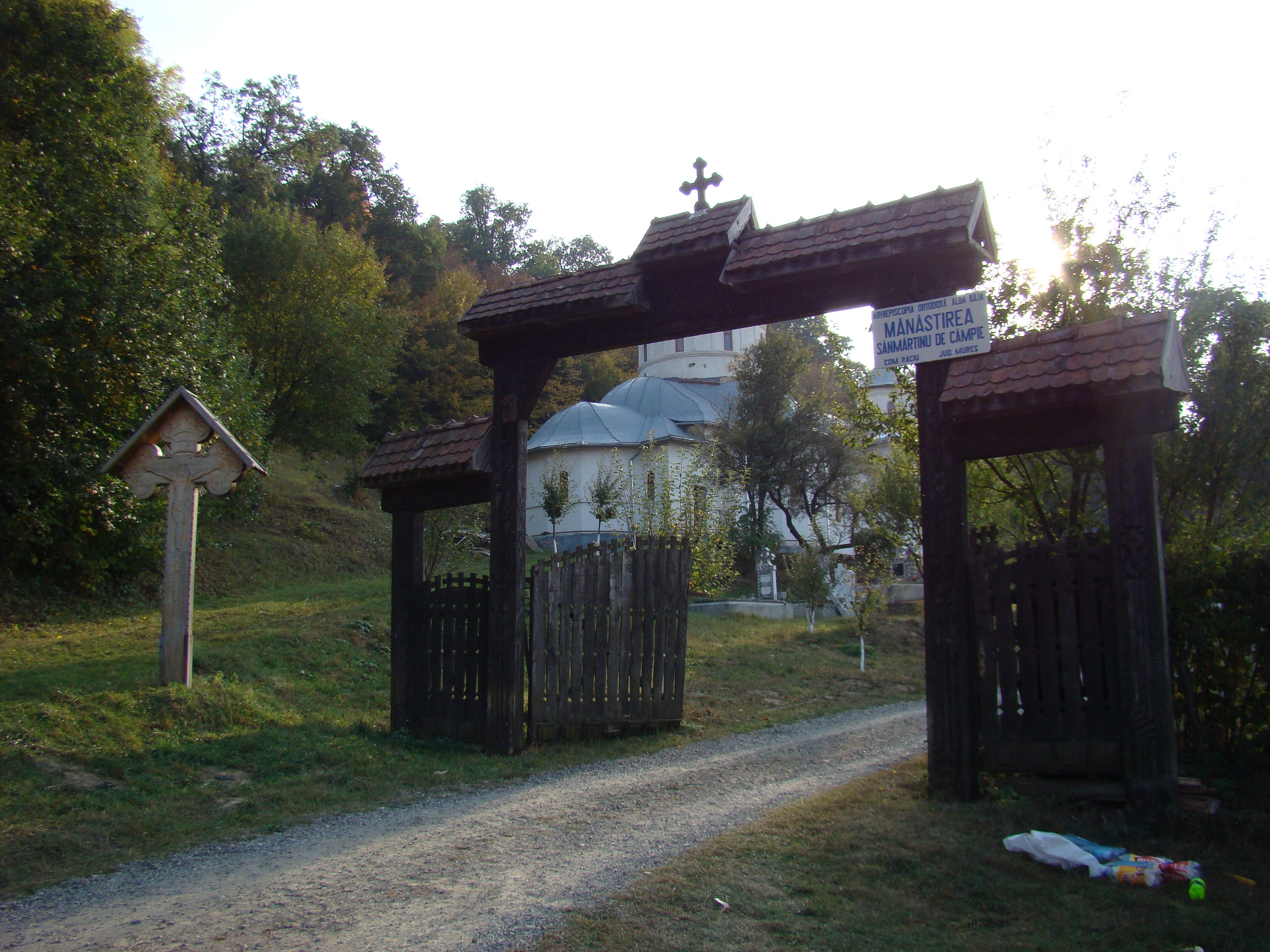
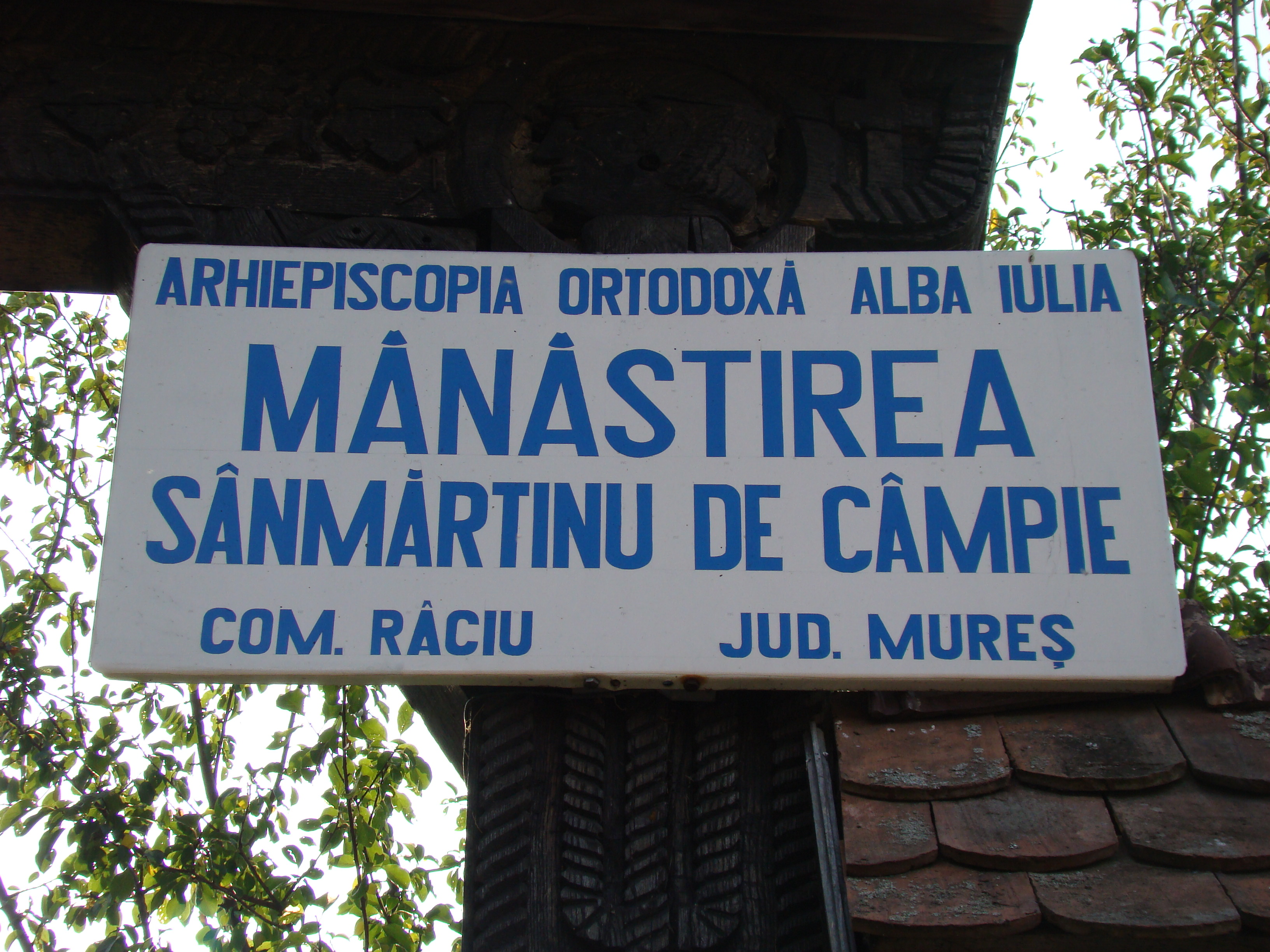
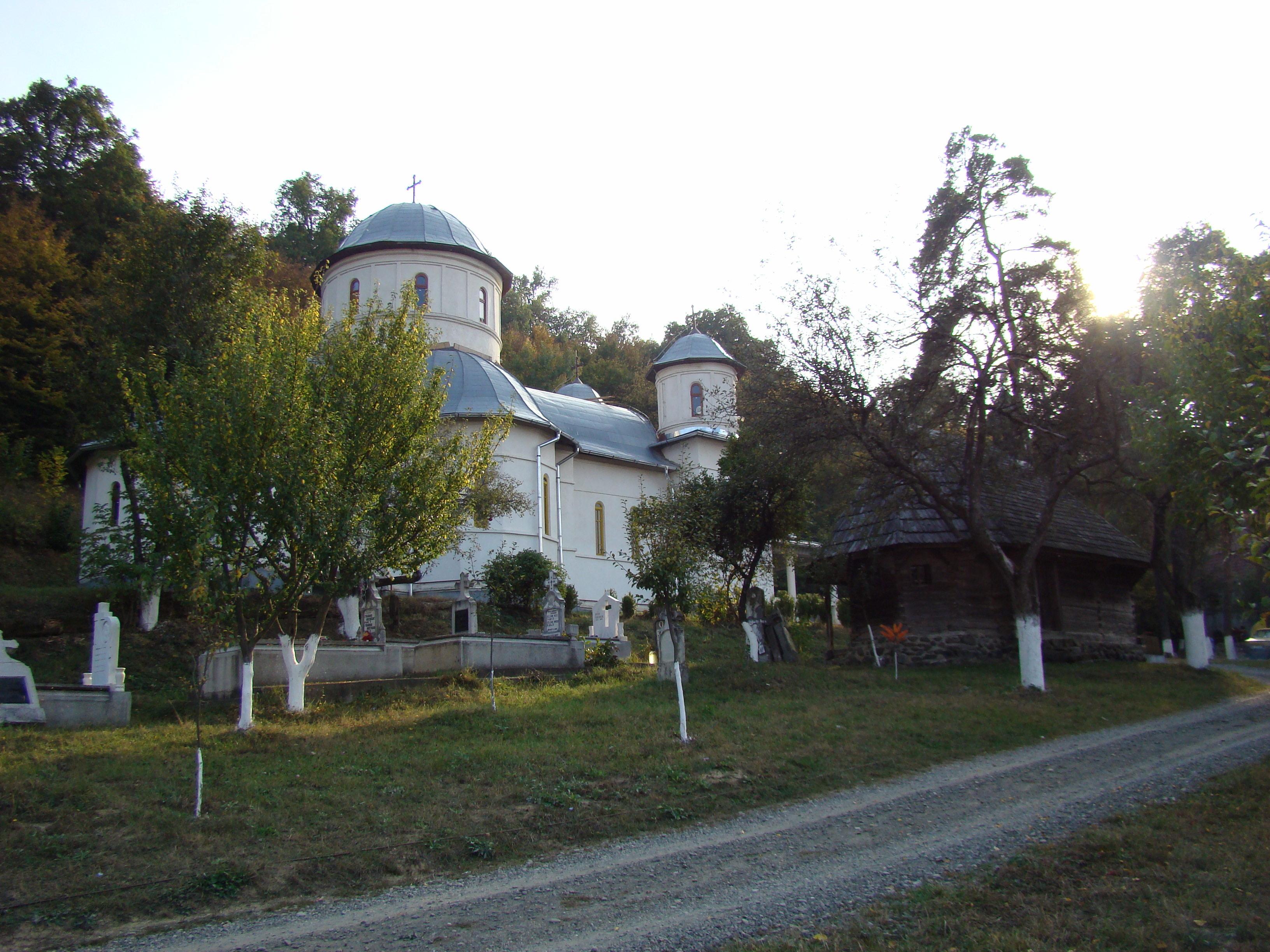
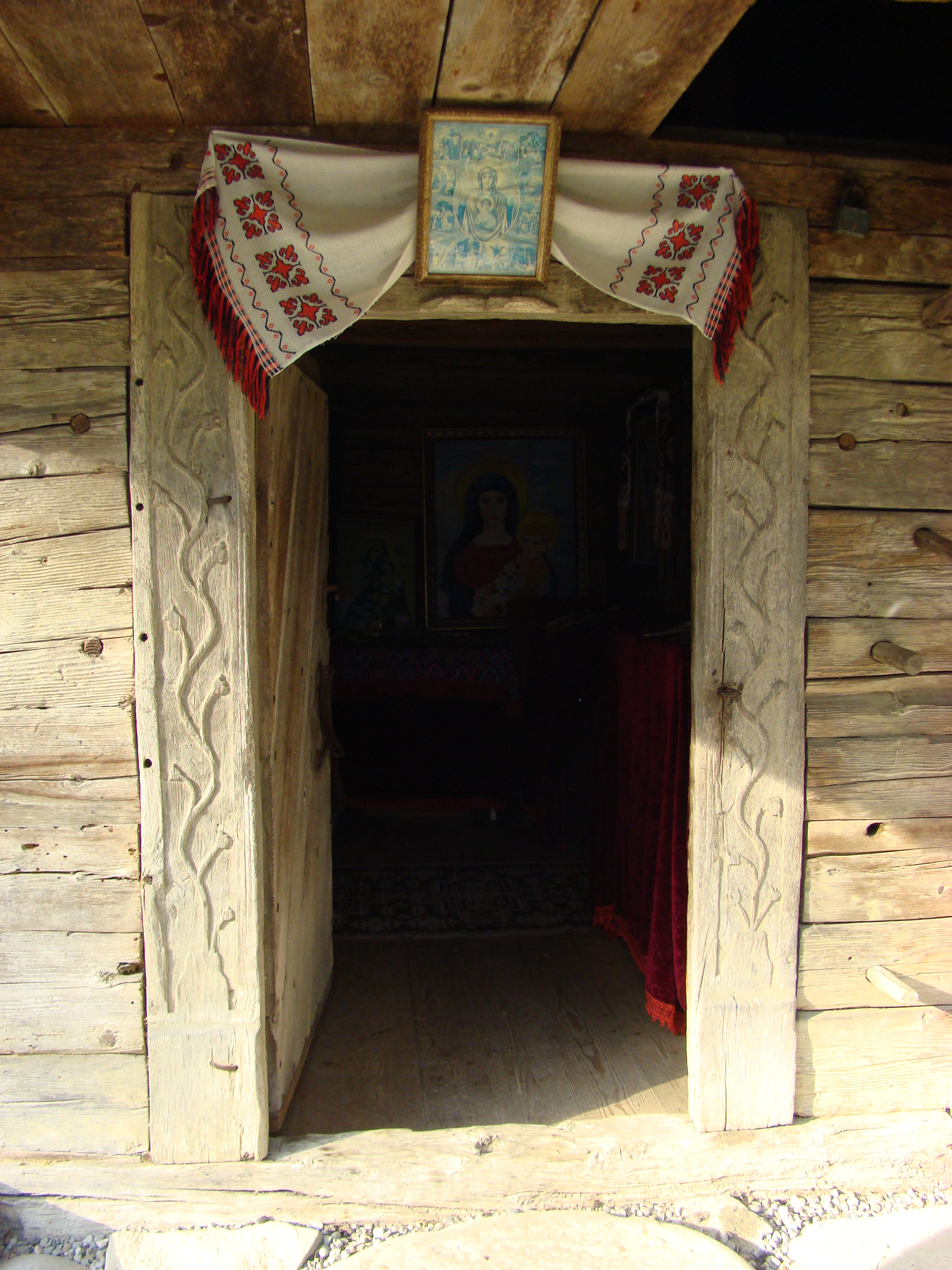
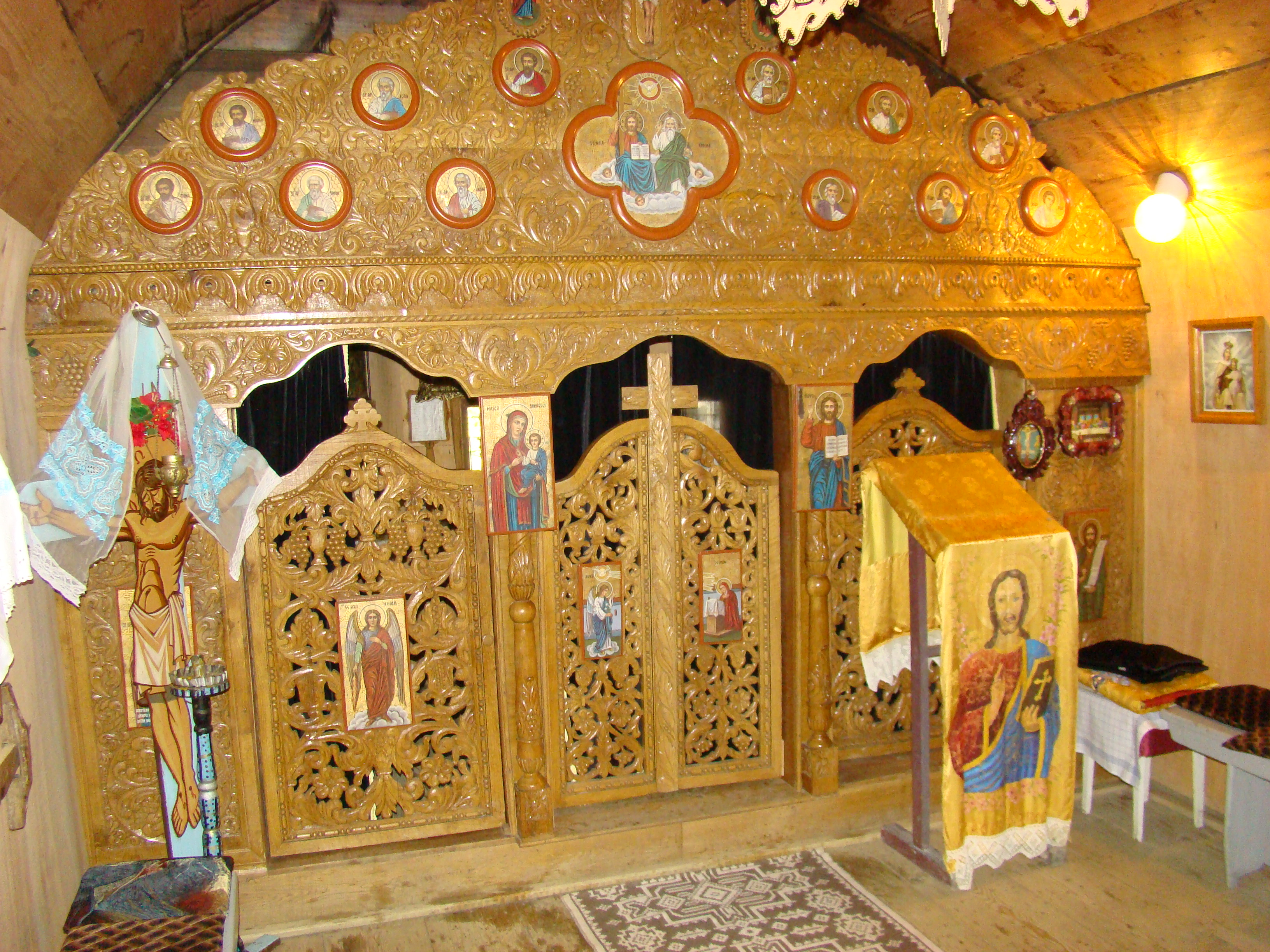
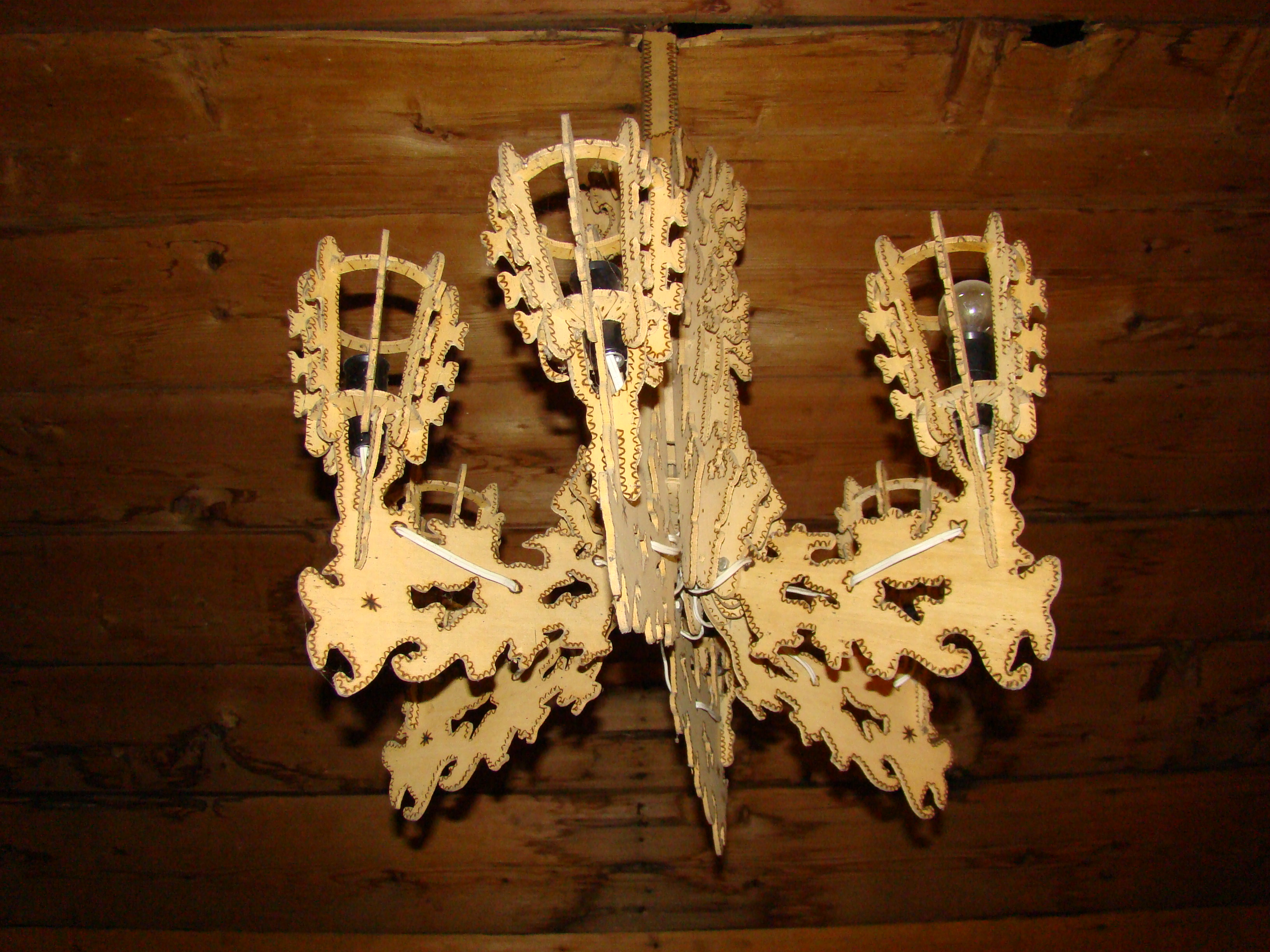
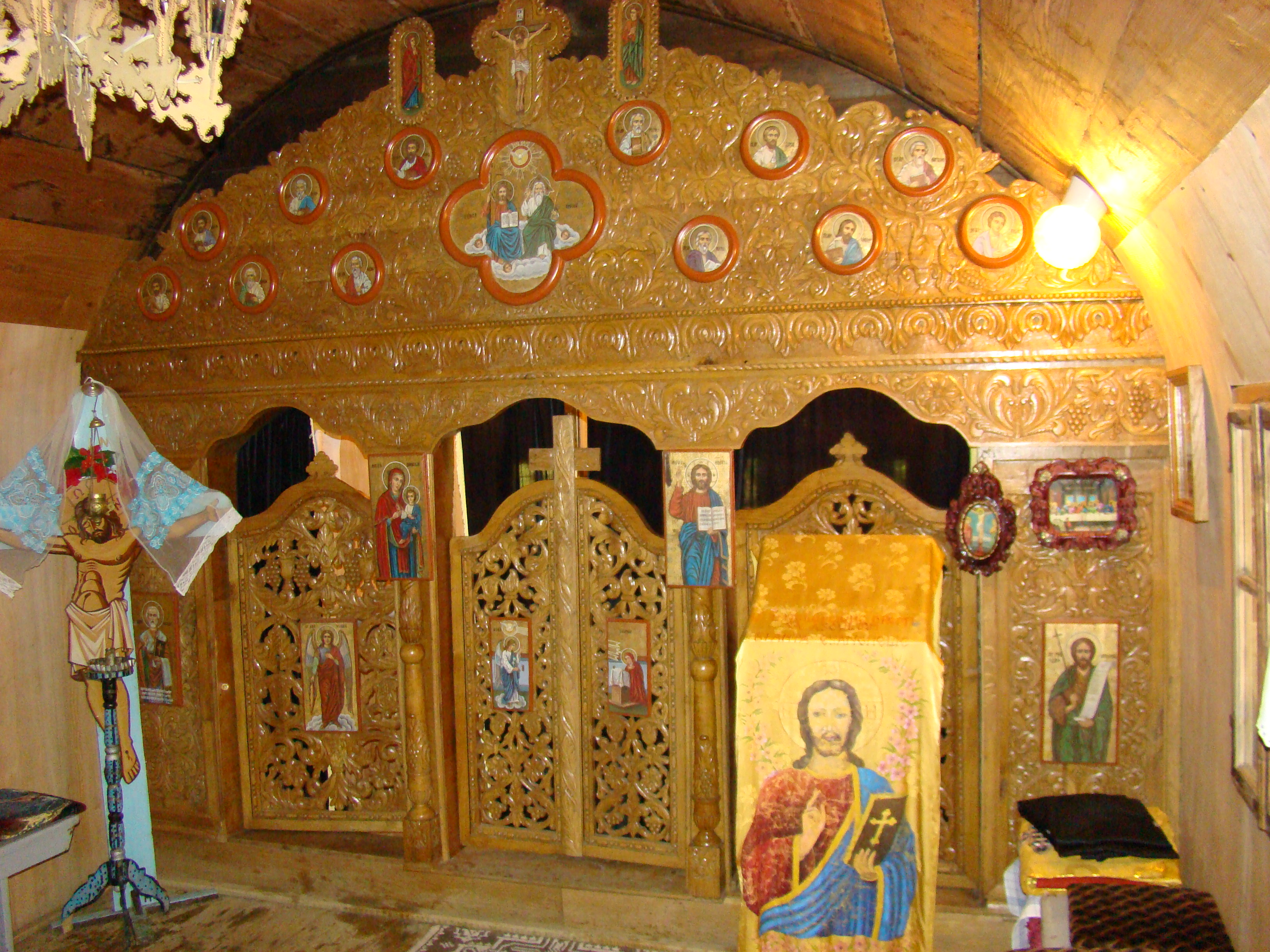
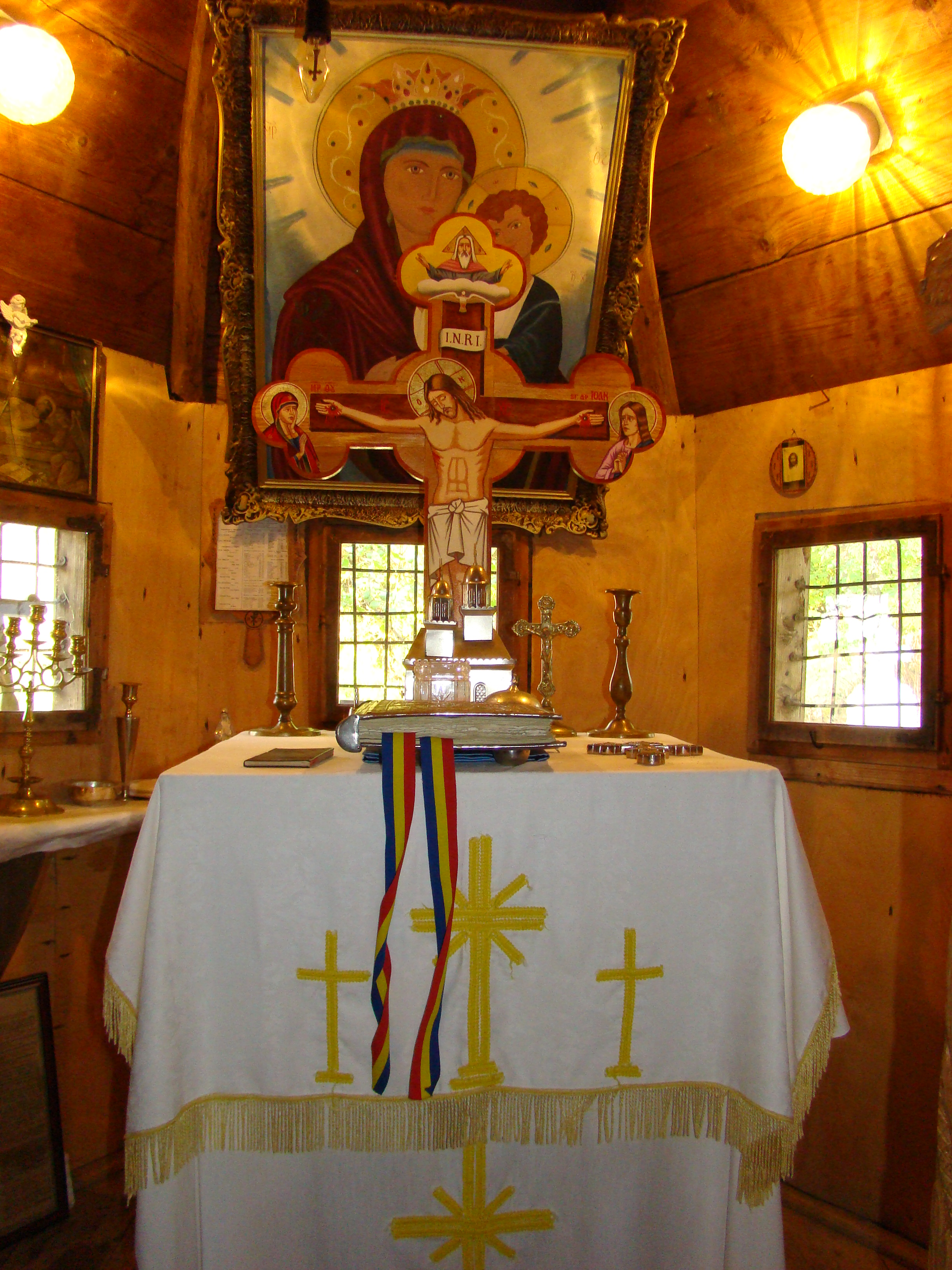
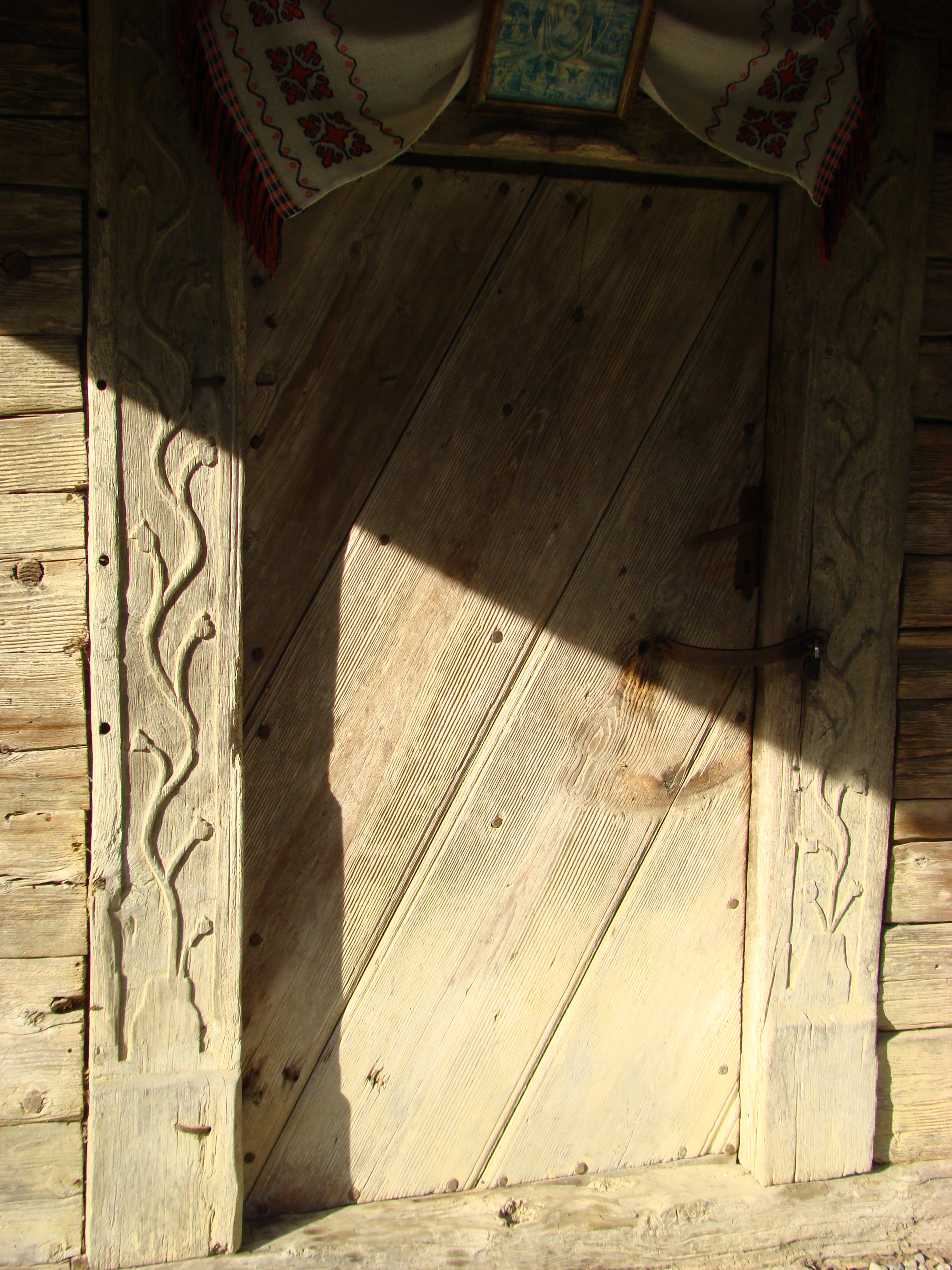
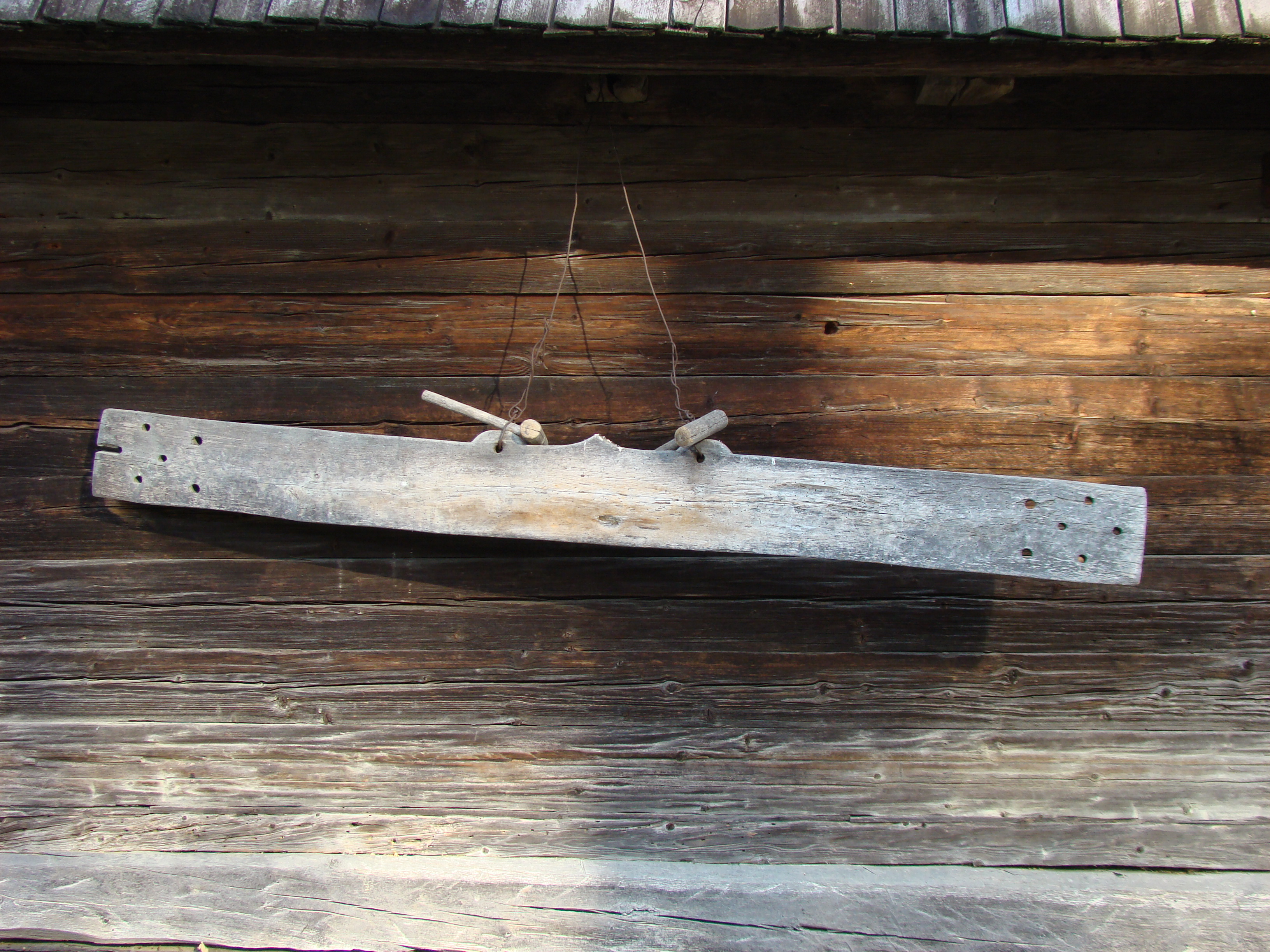
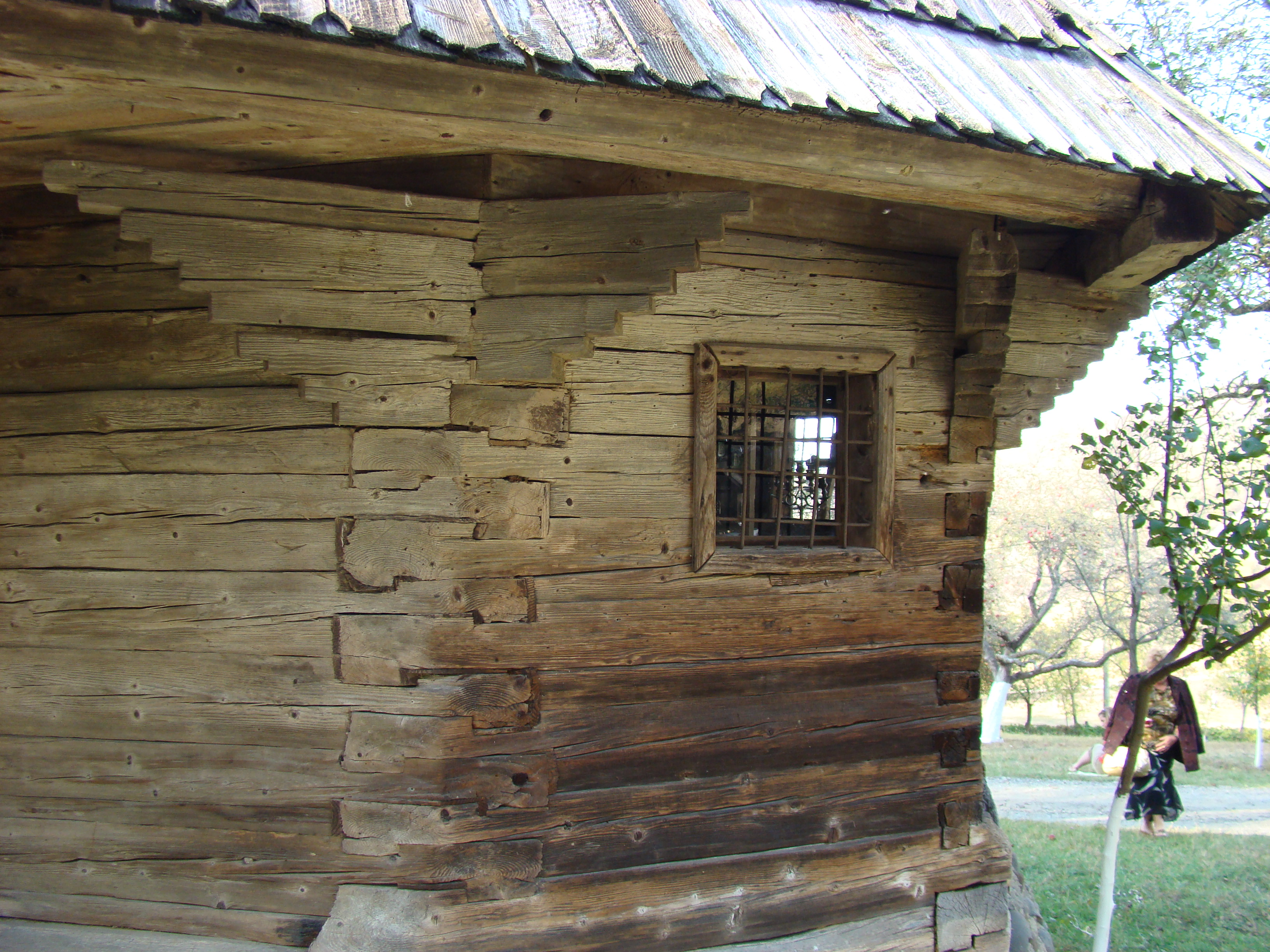
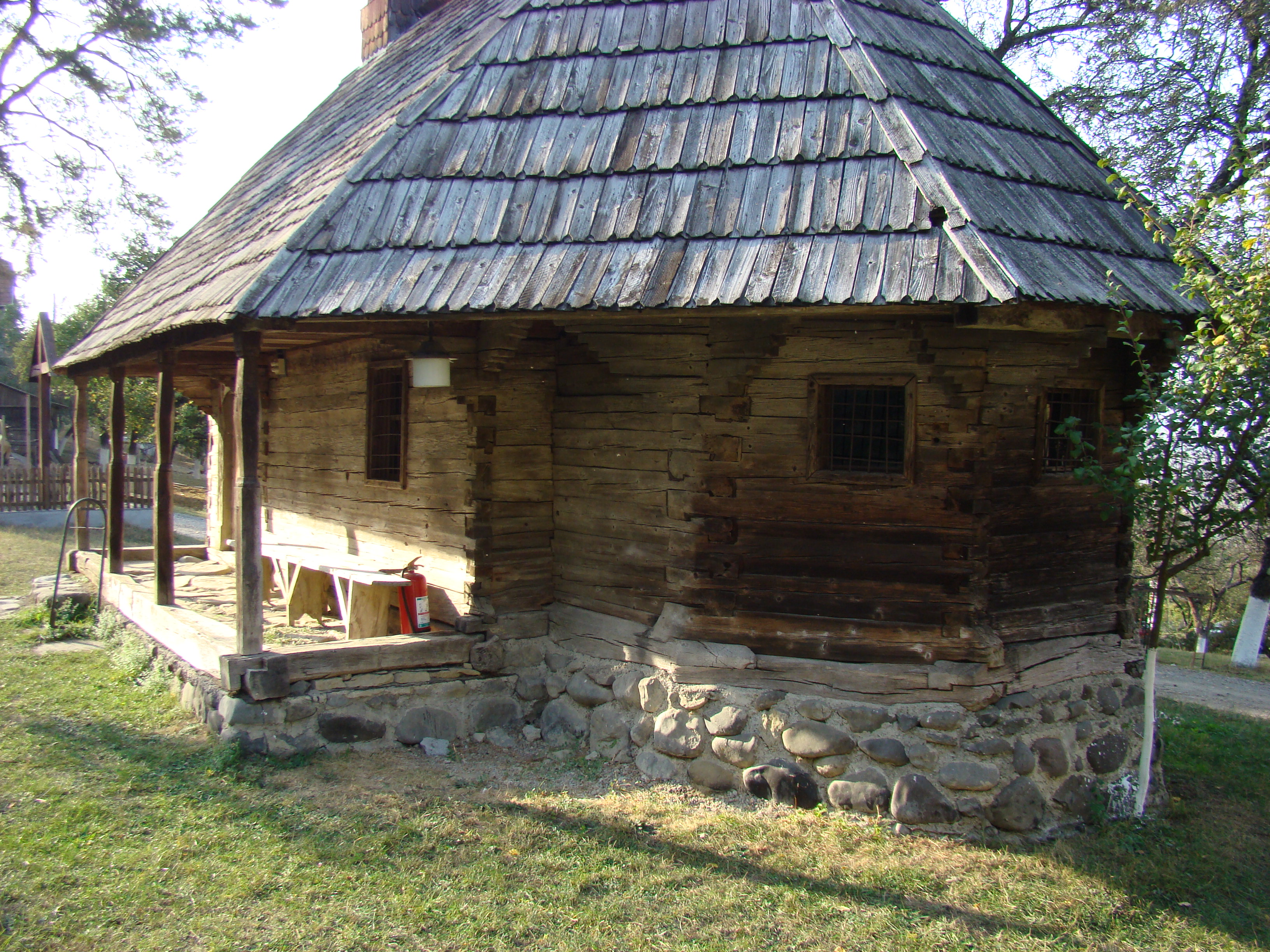
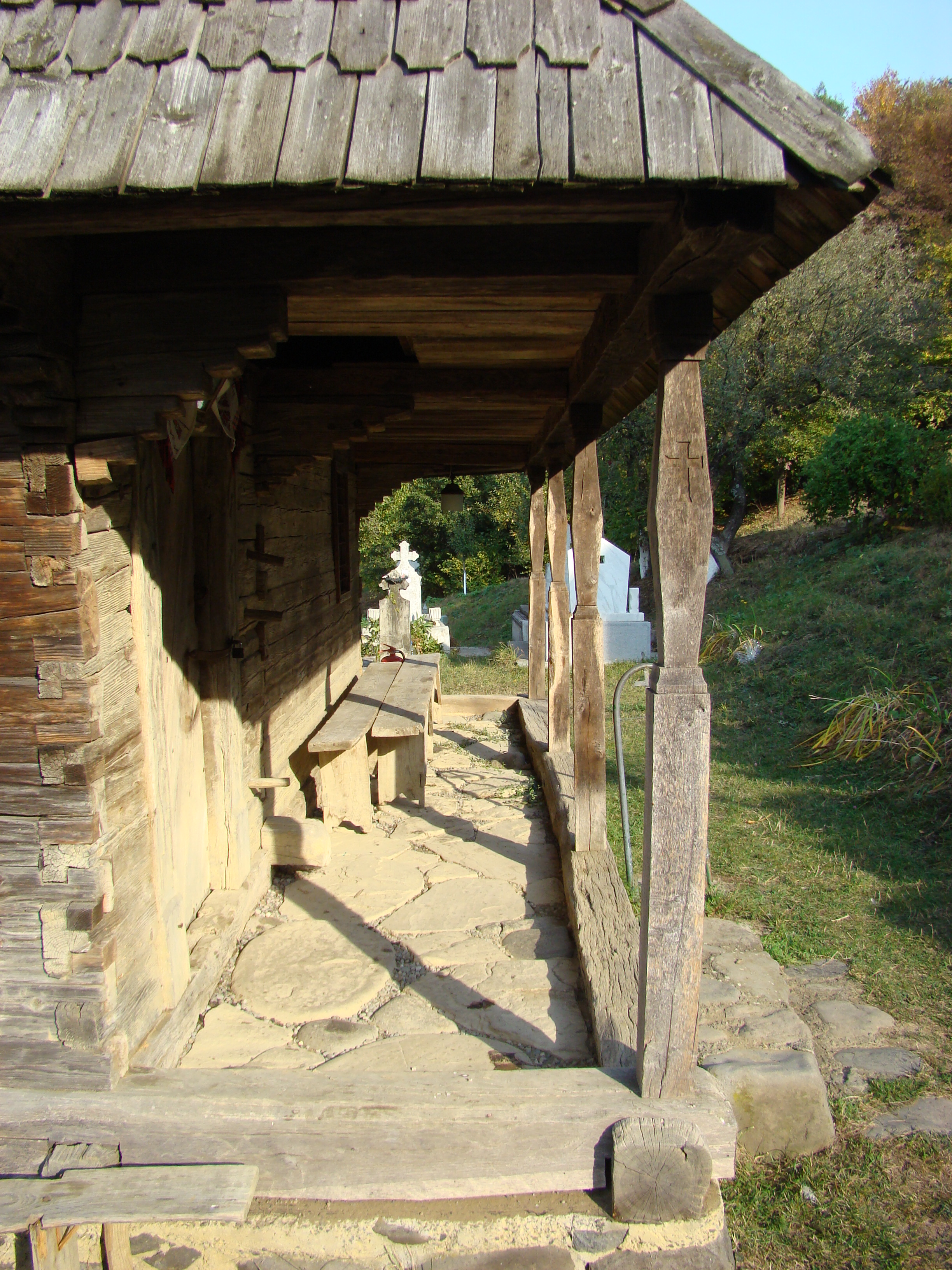
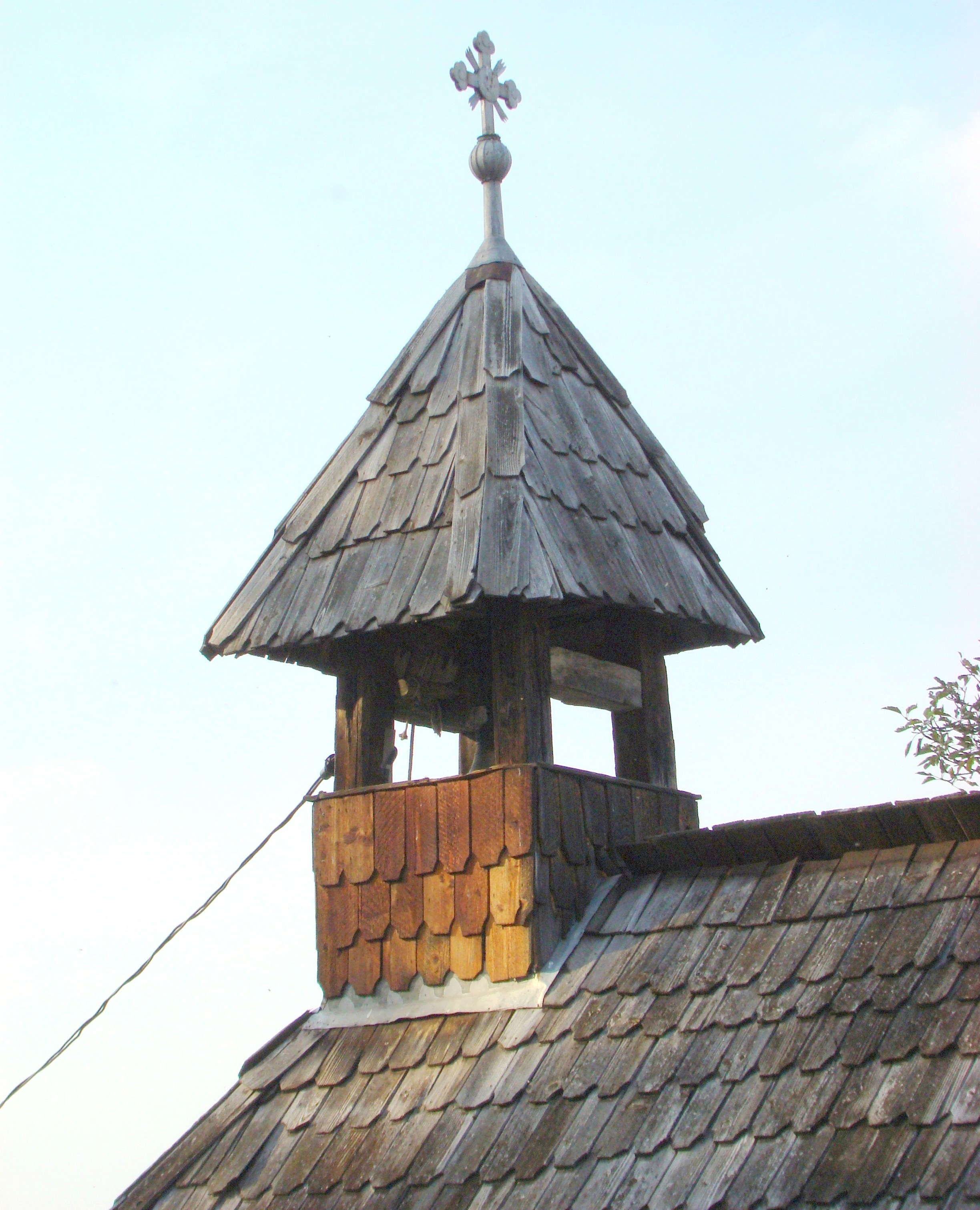
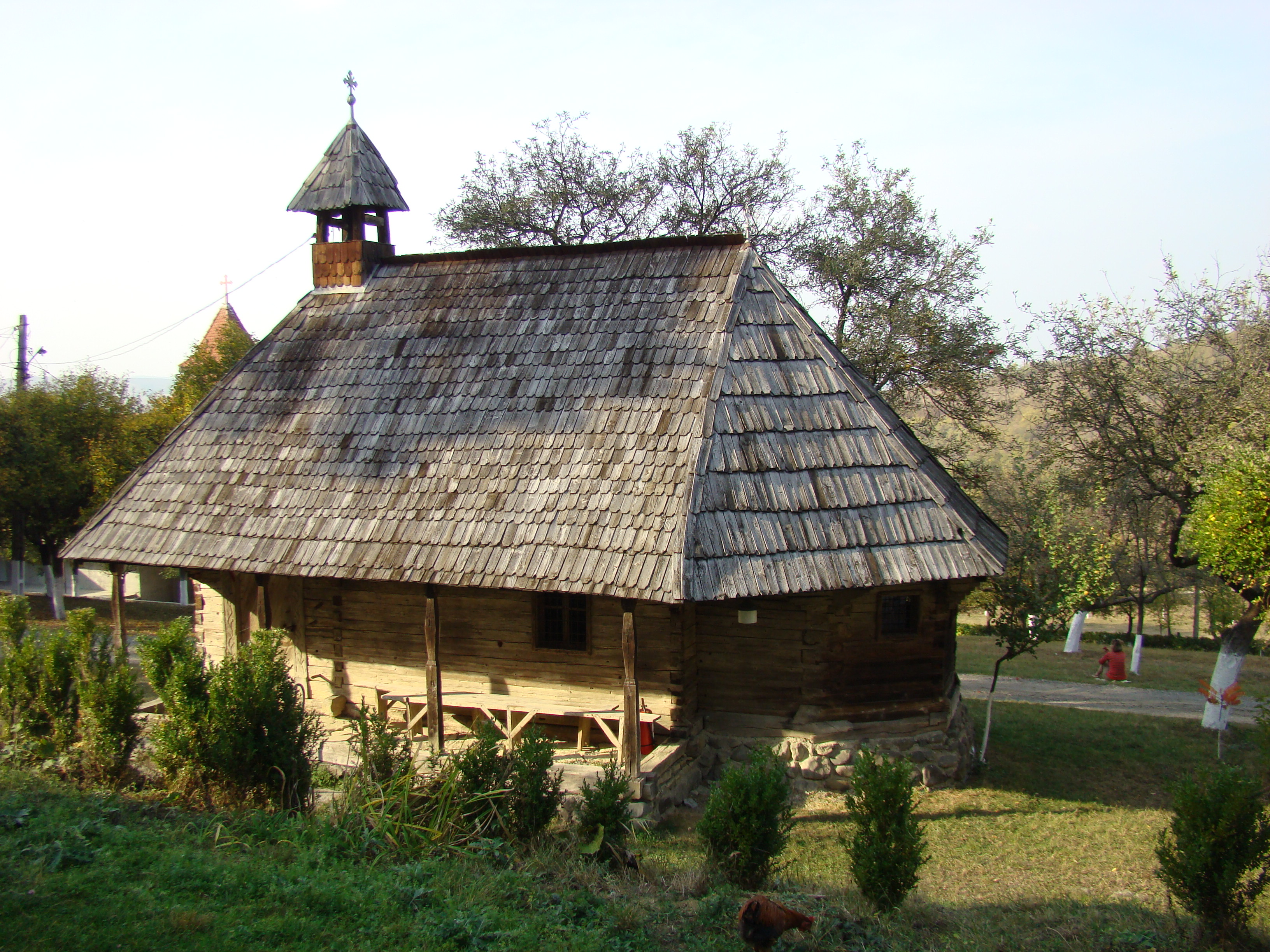
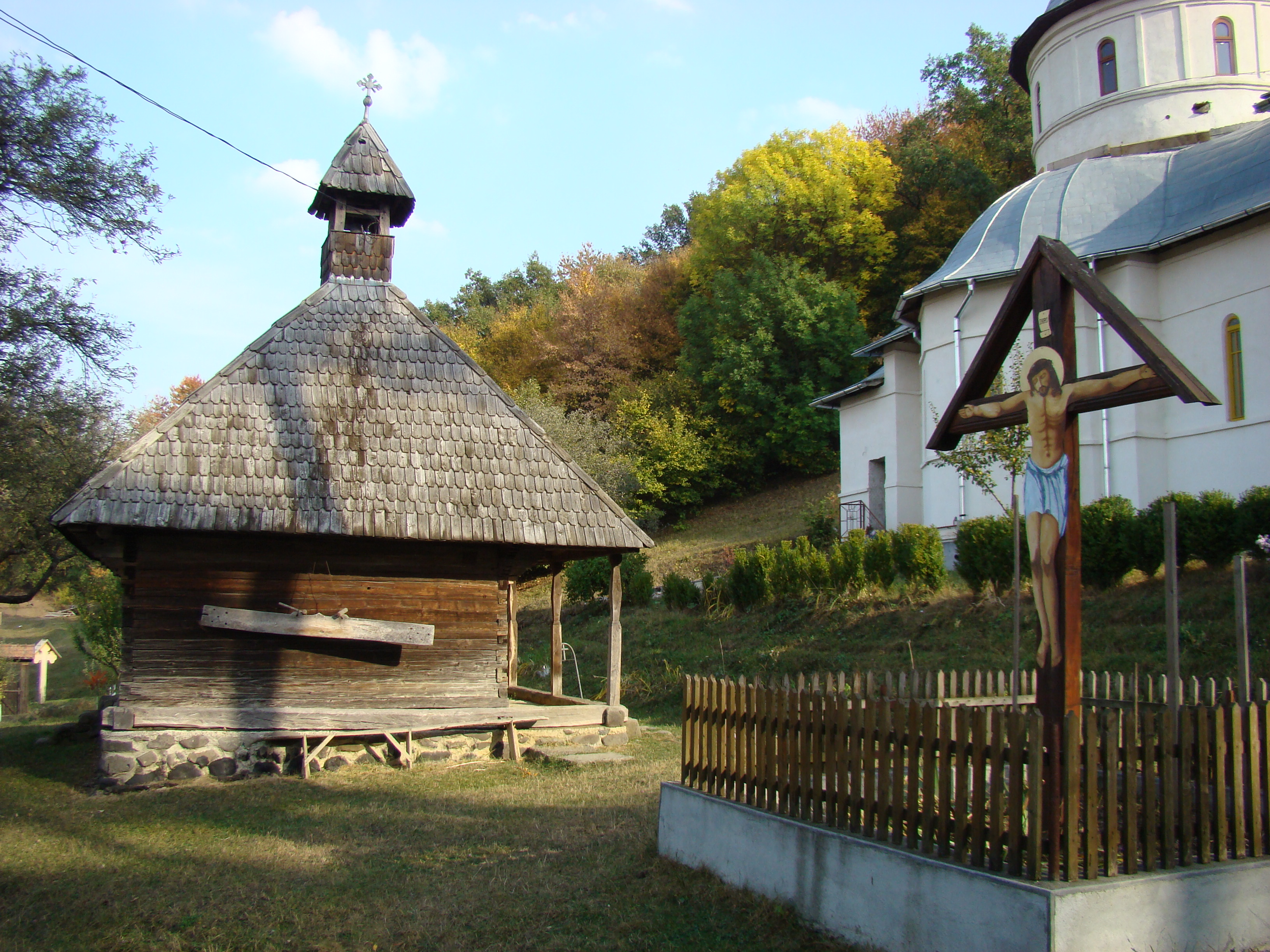
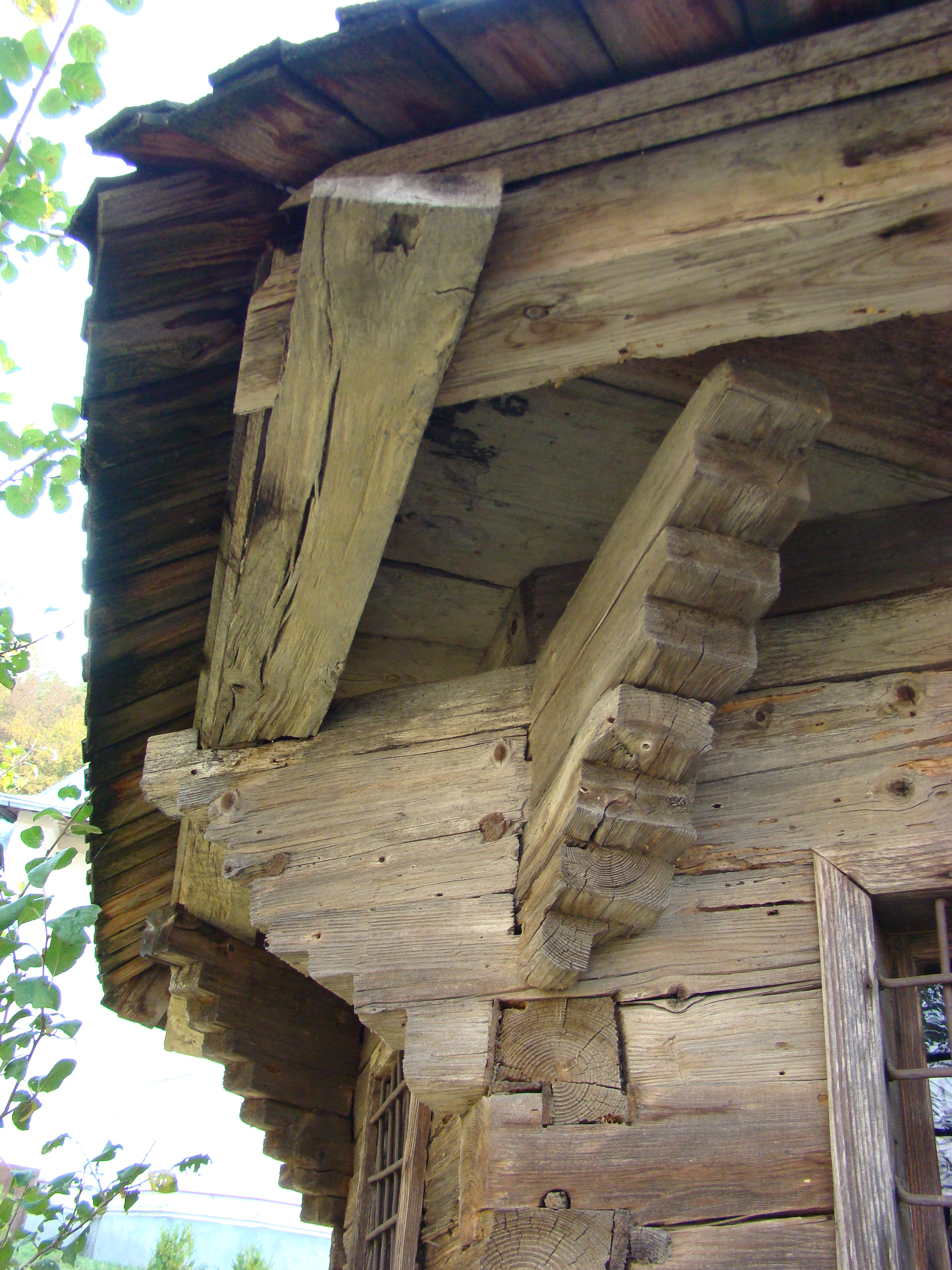
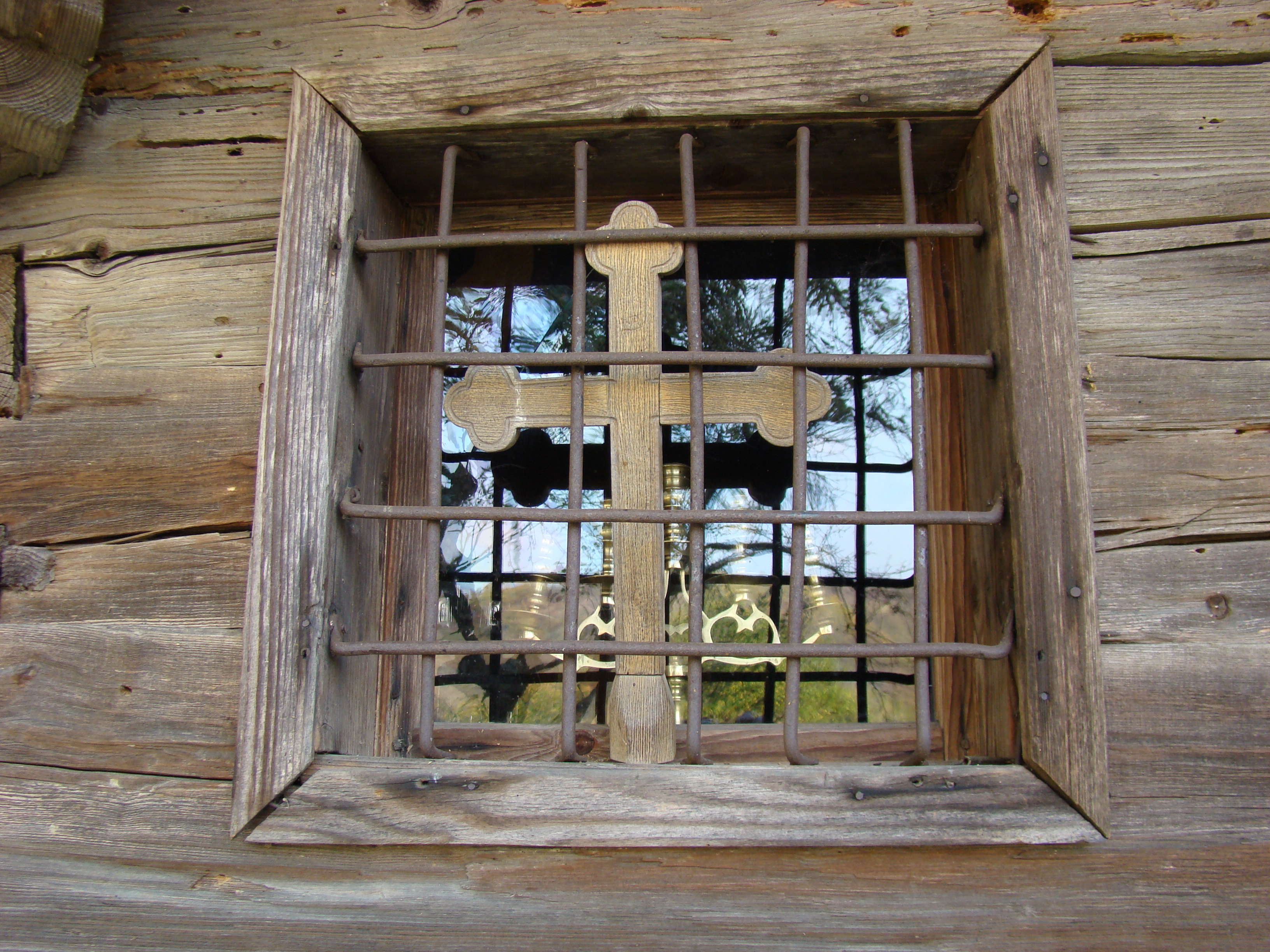
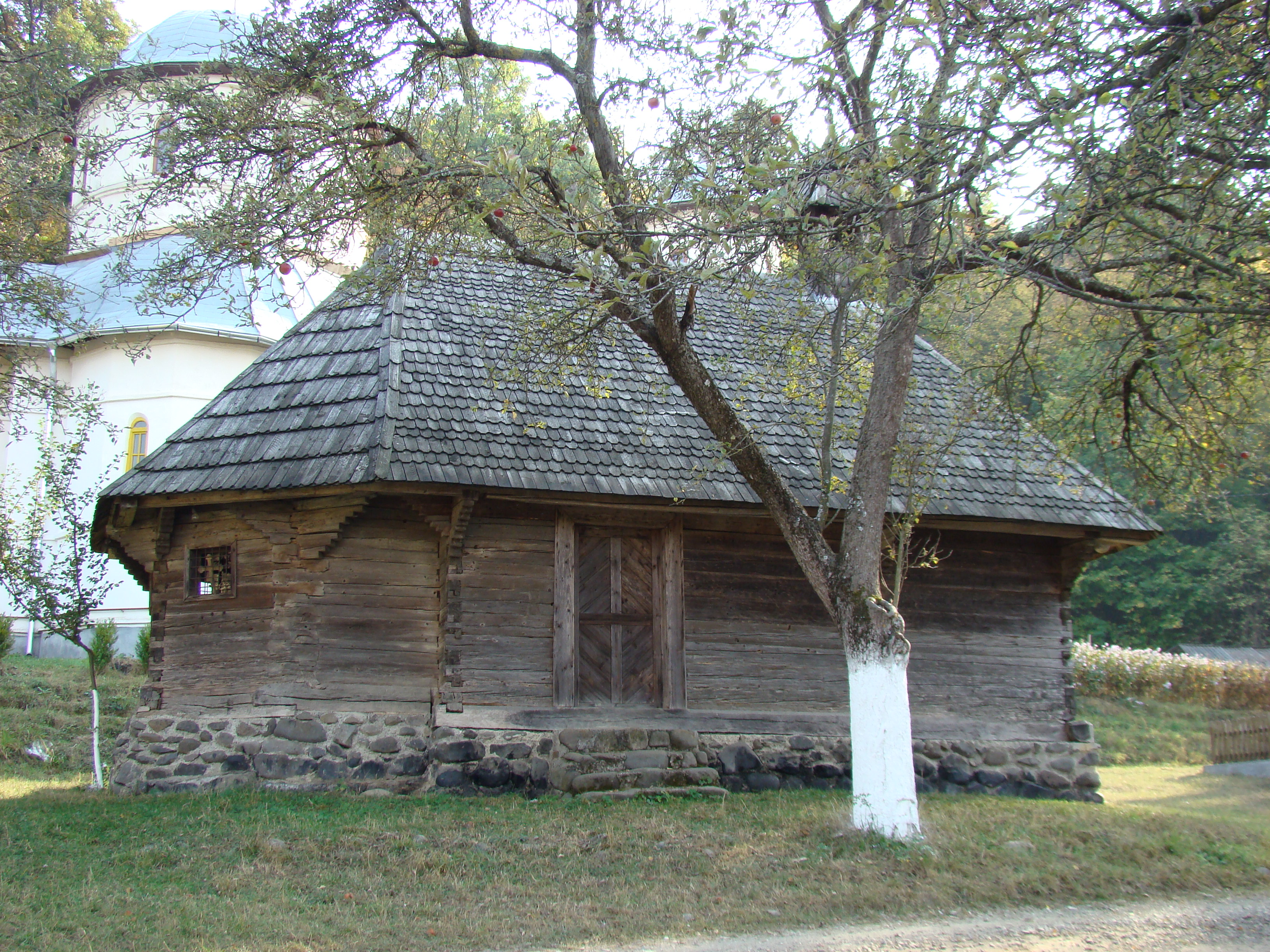
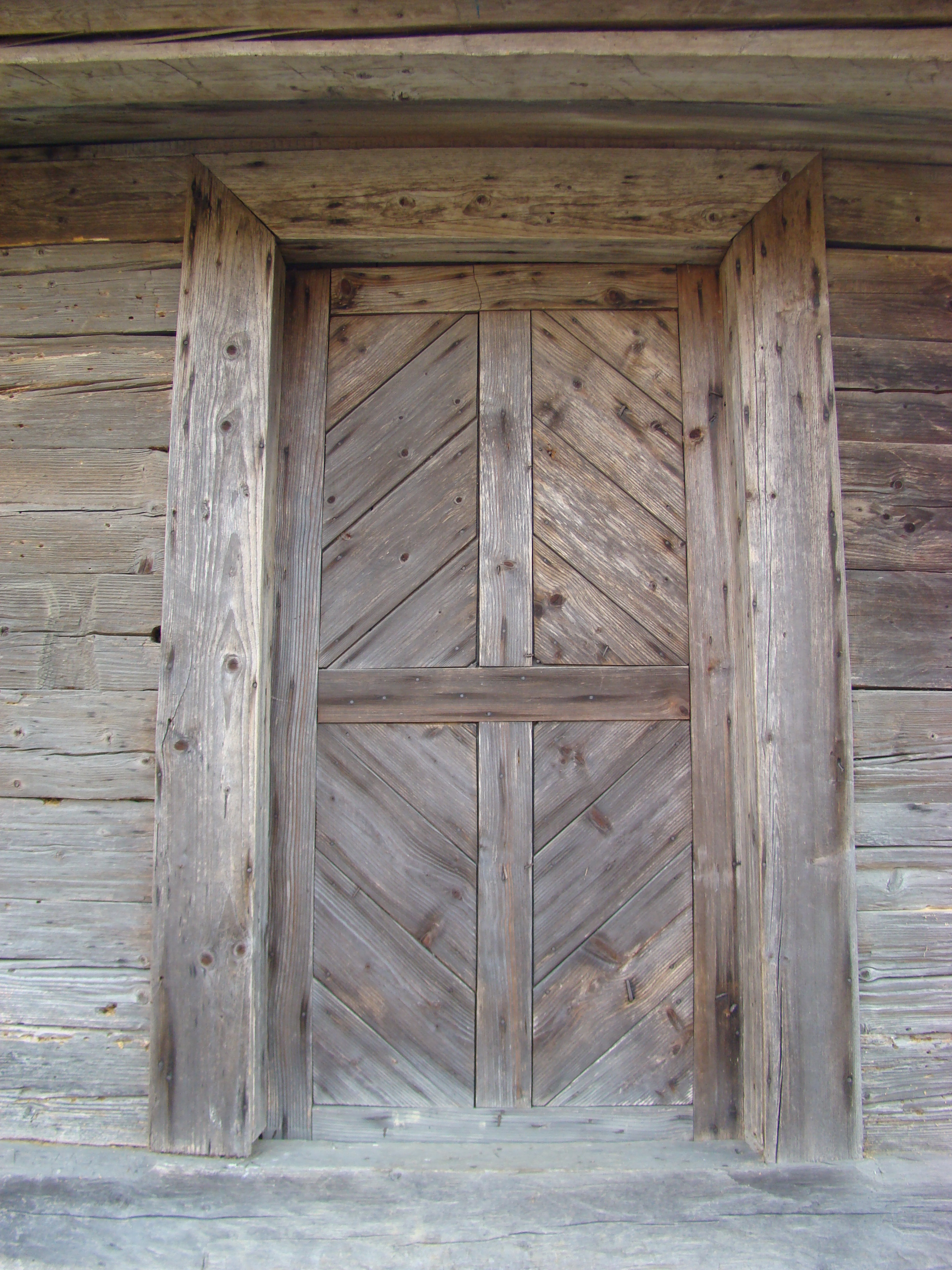
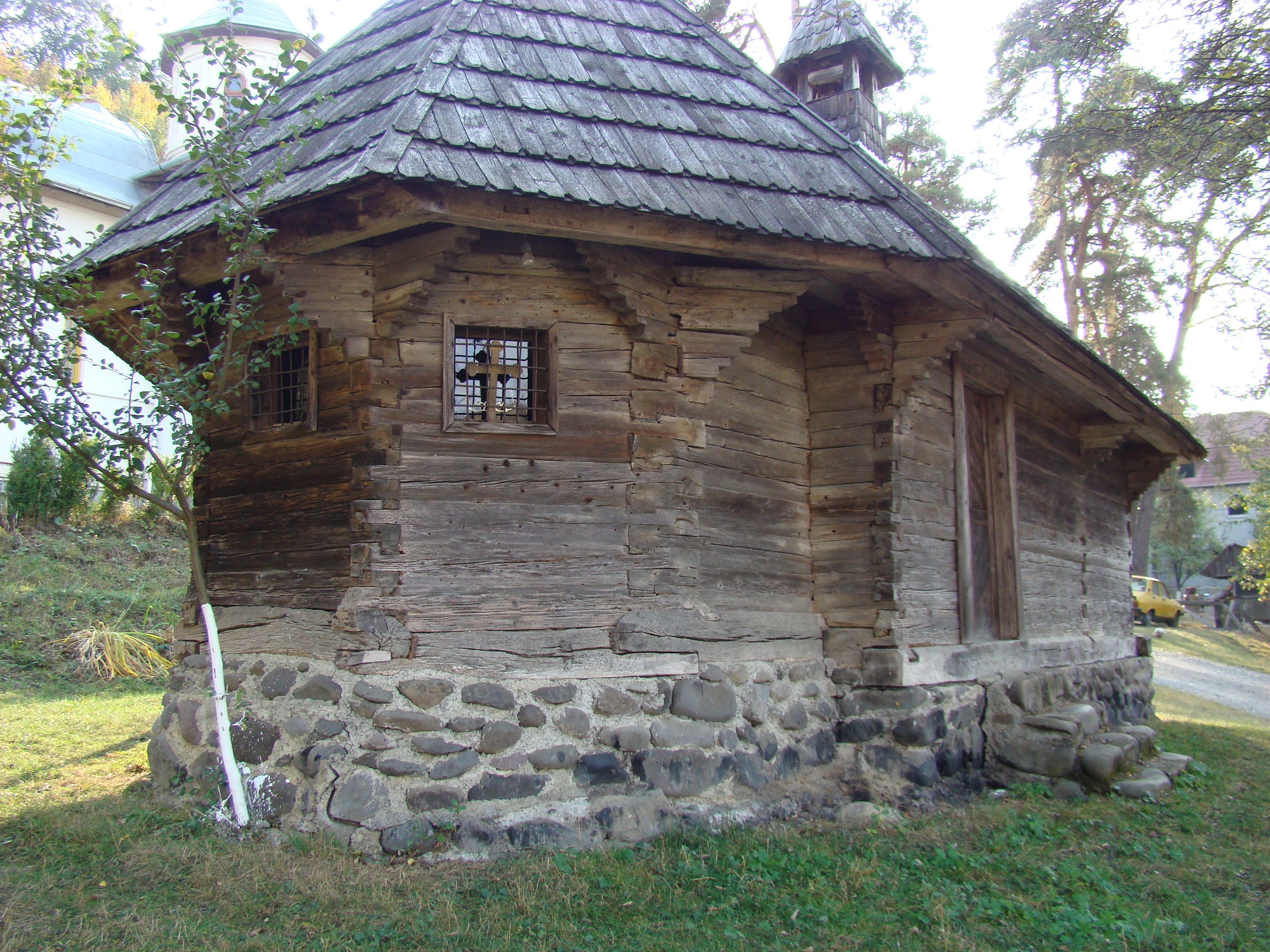
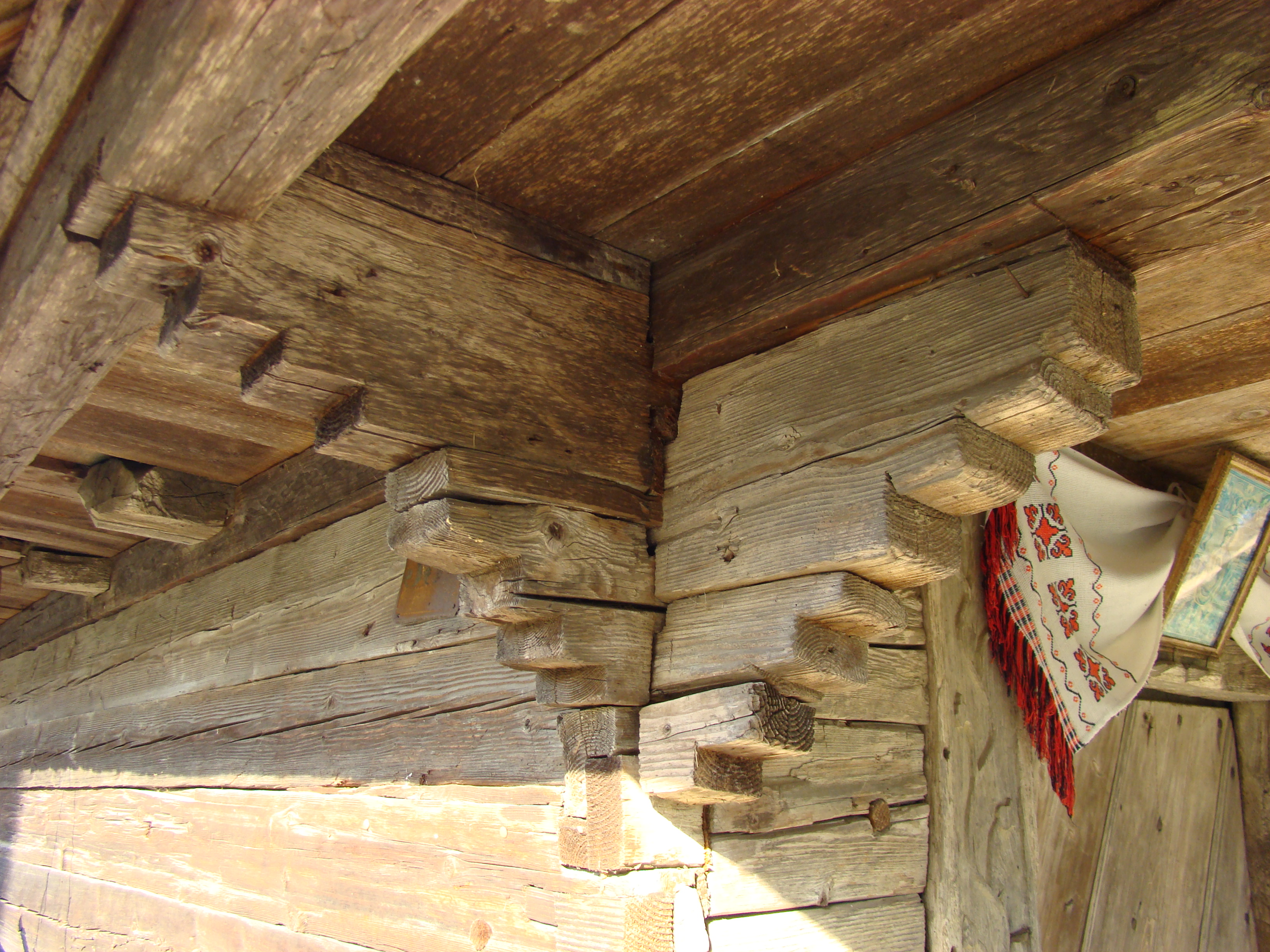
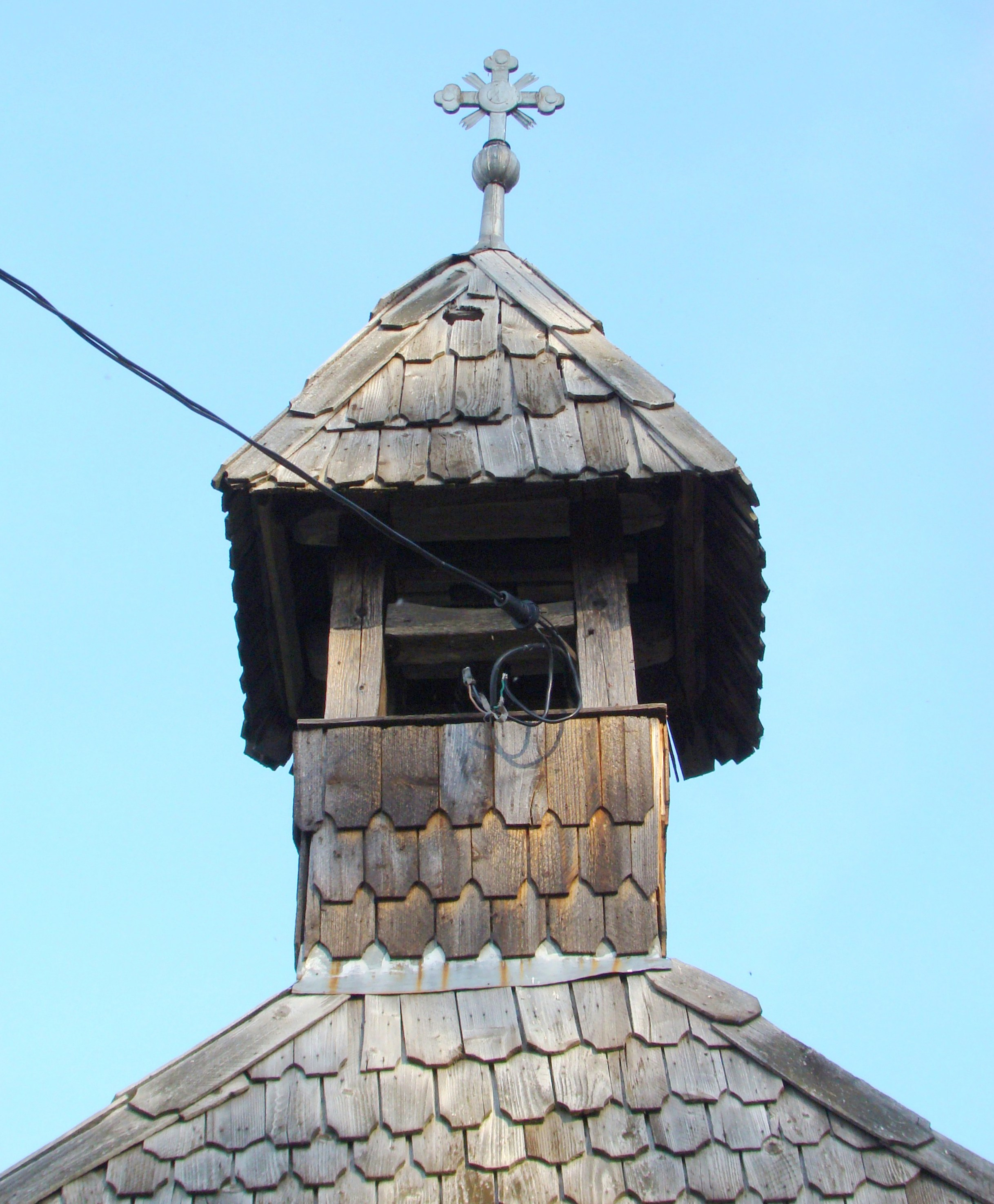
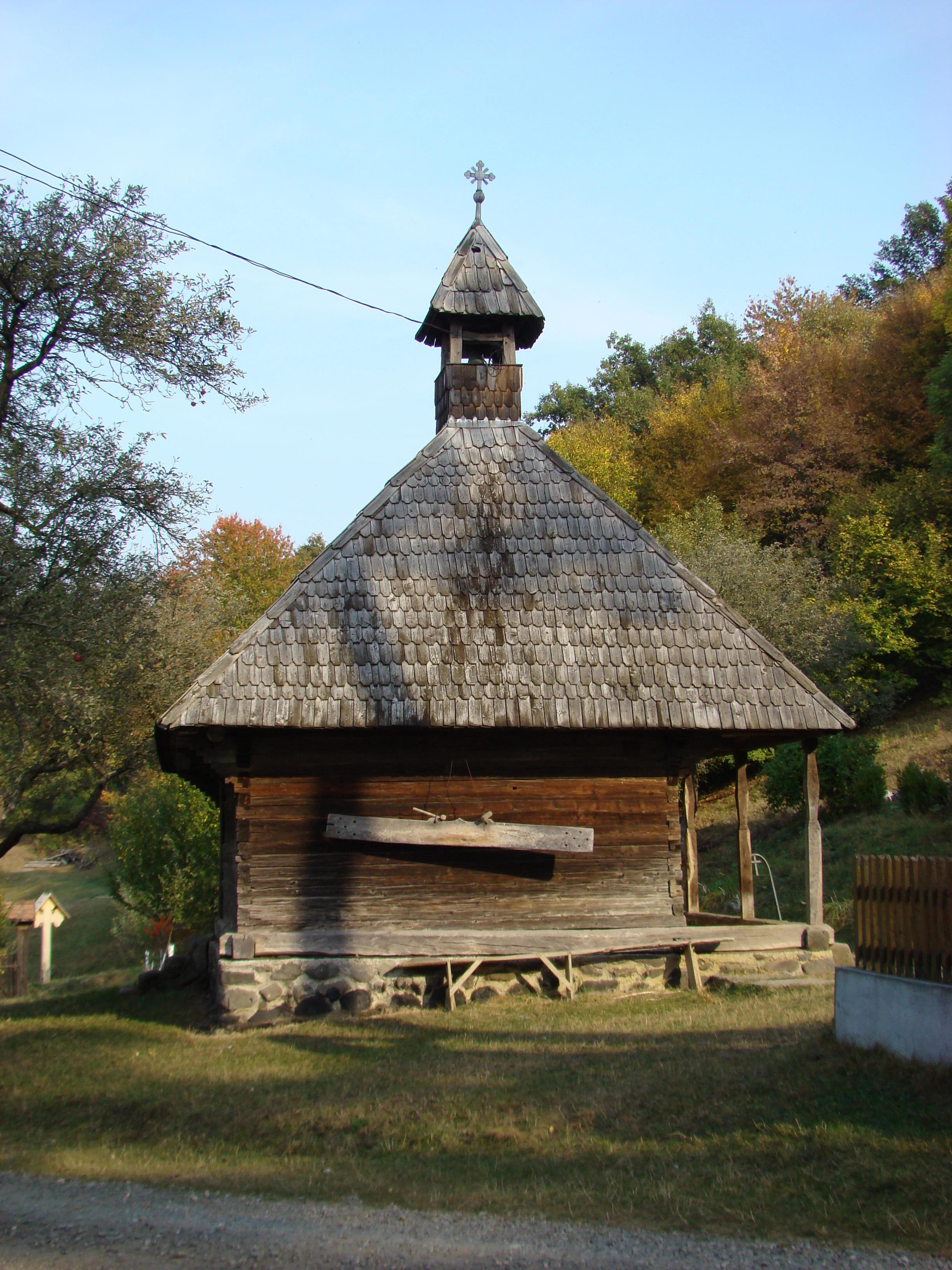

## Biserica nouă a mănăstirii din Sânmărtinu de Câmpie, galerie de imagini

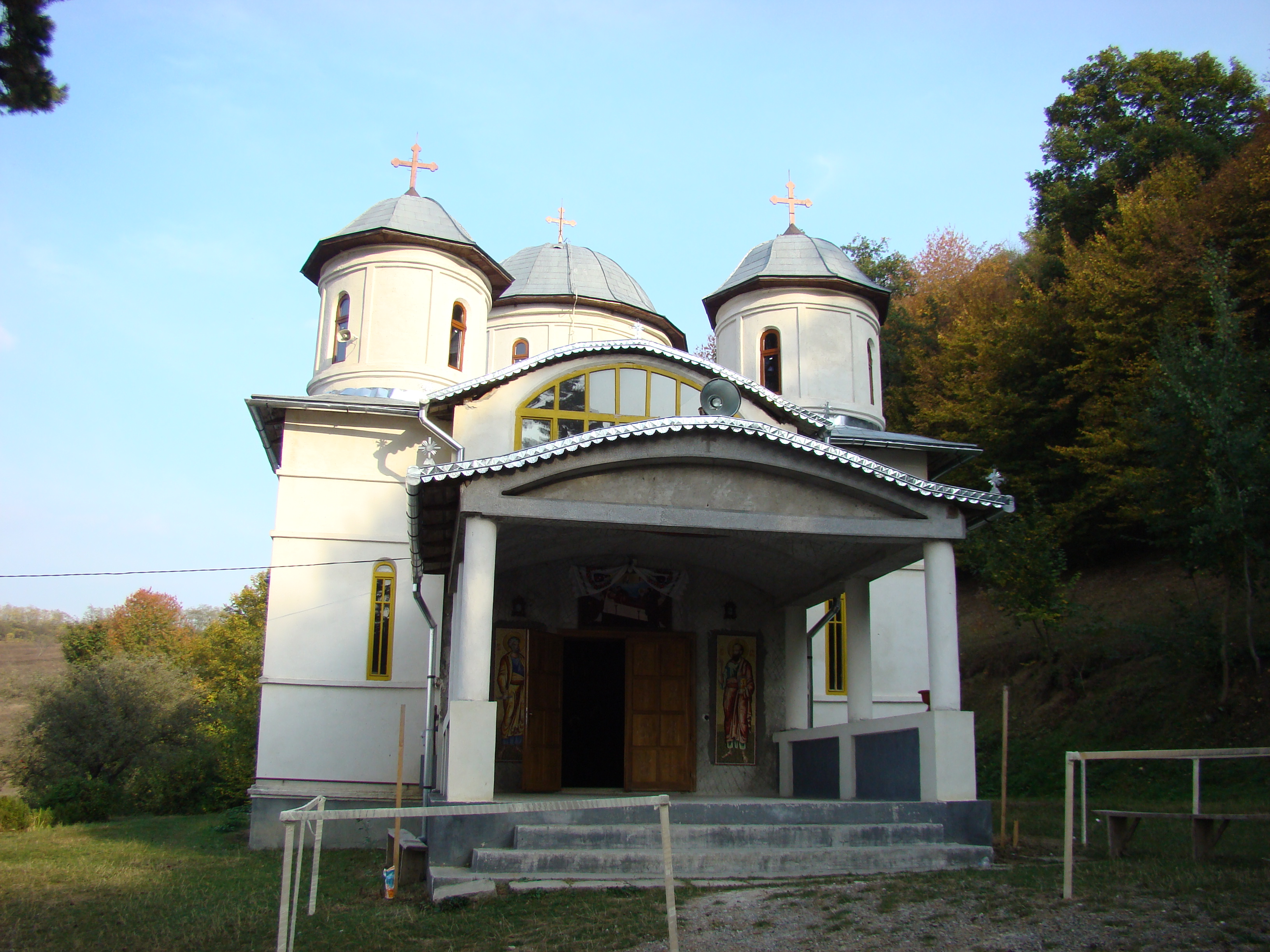
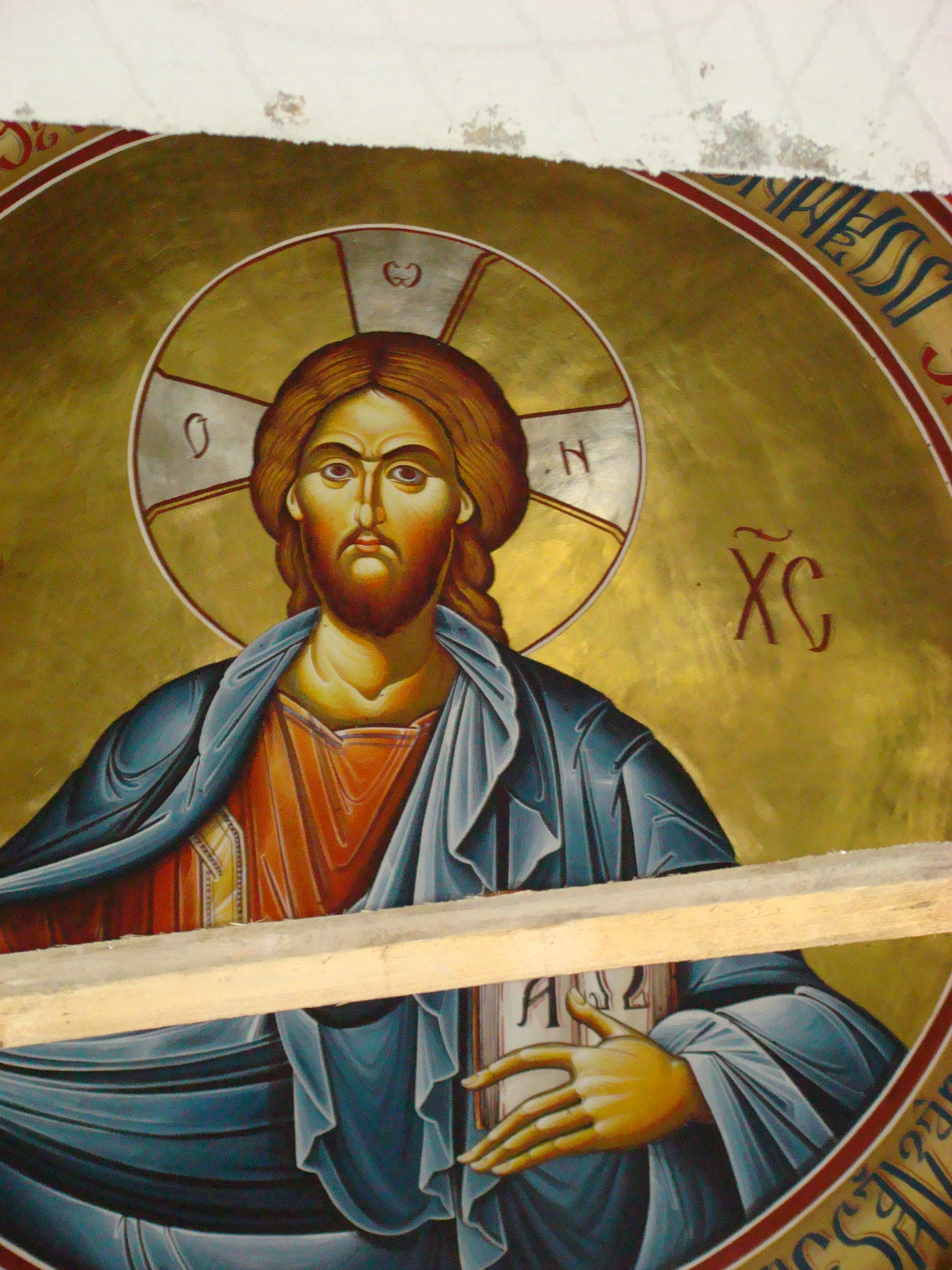
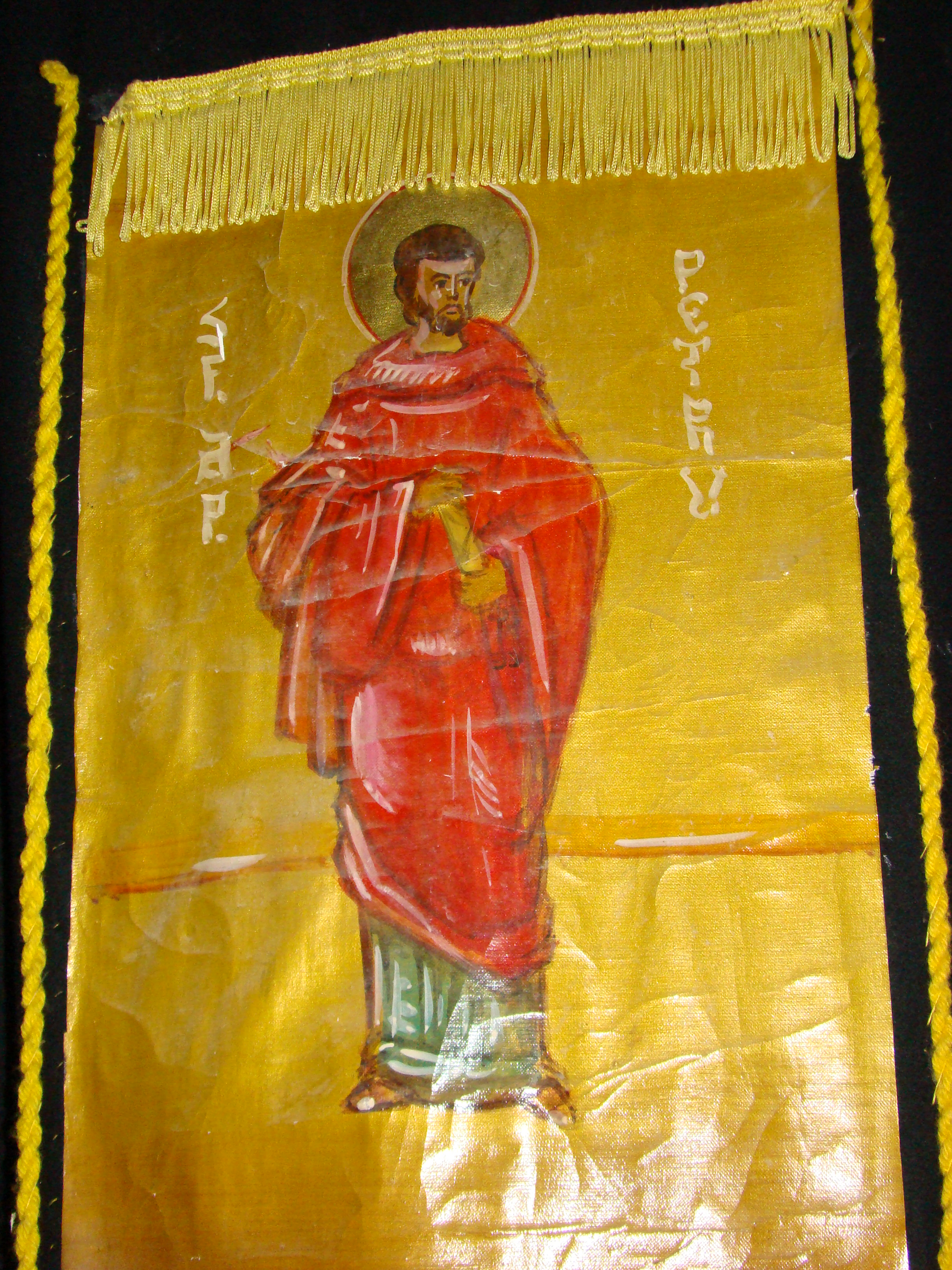
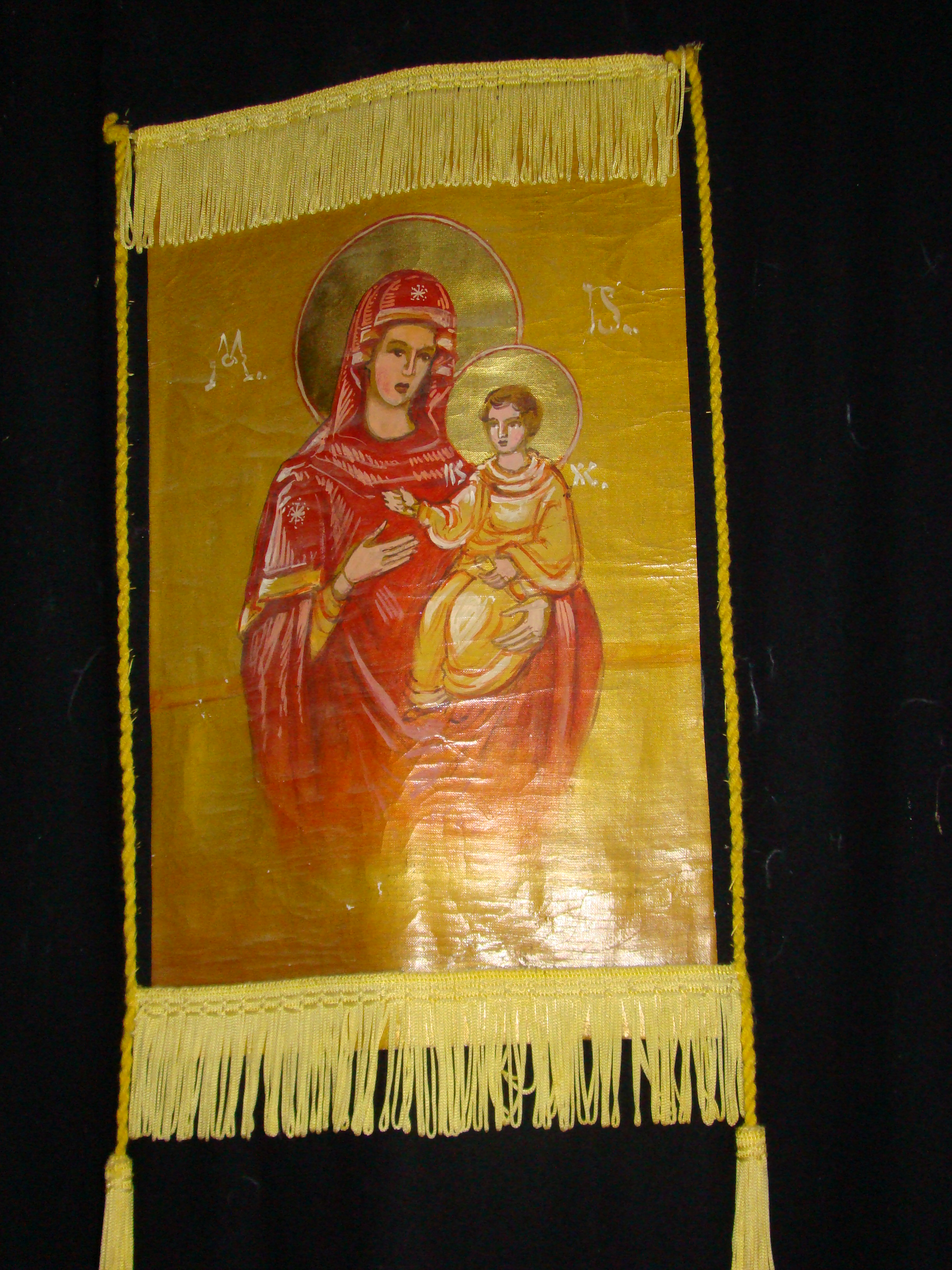
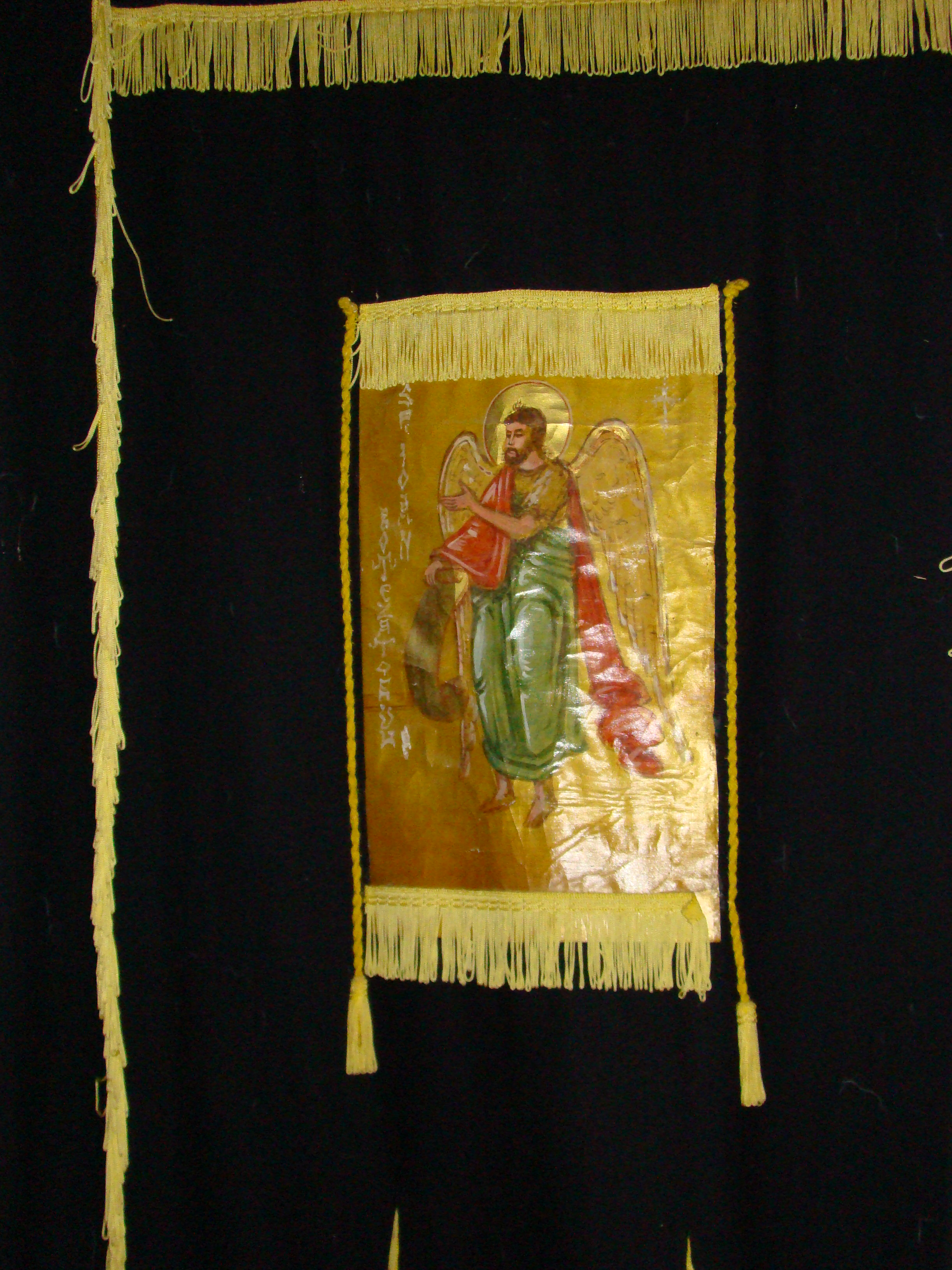
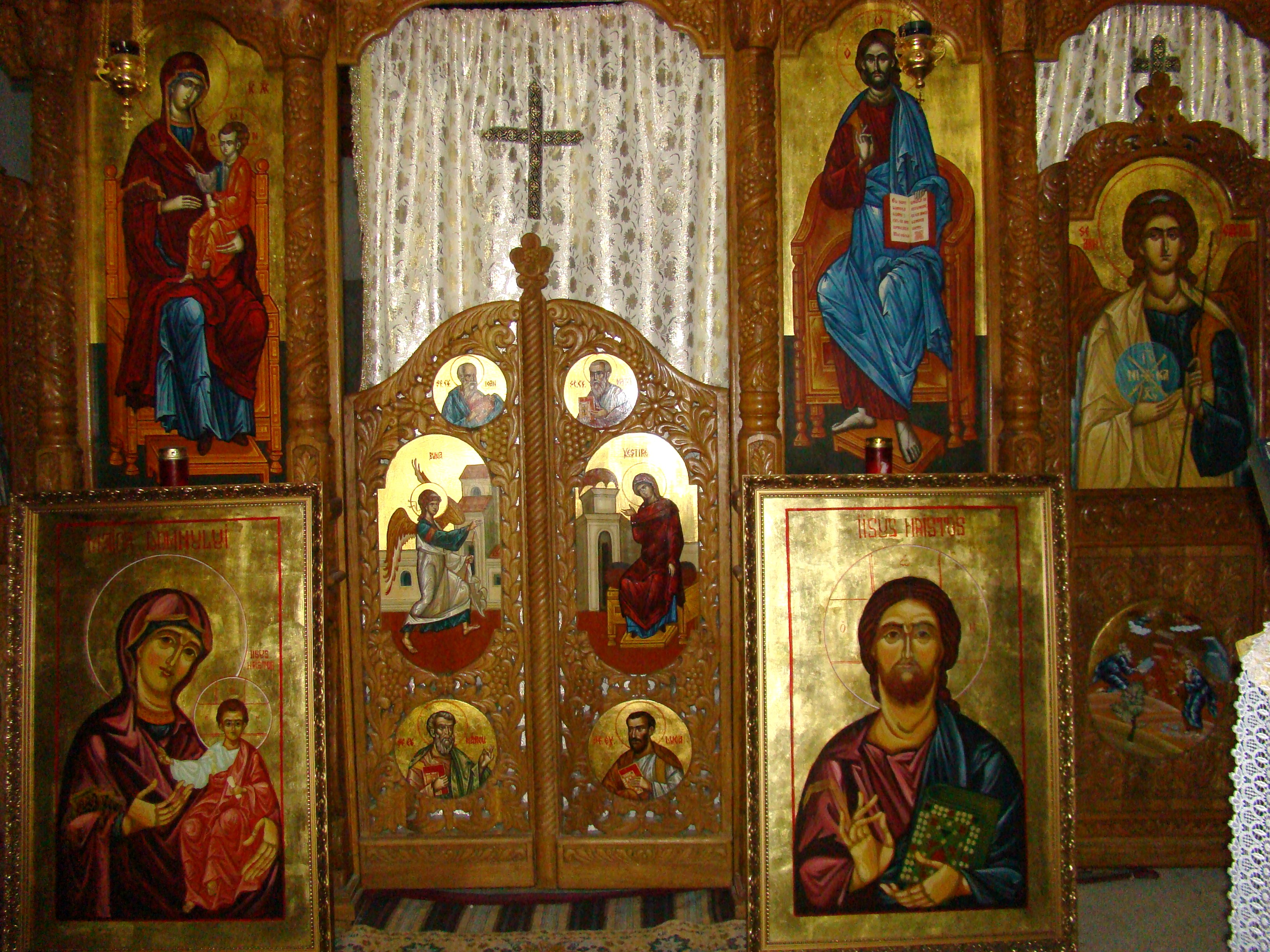
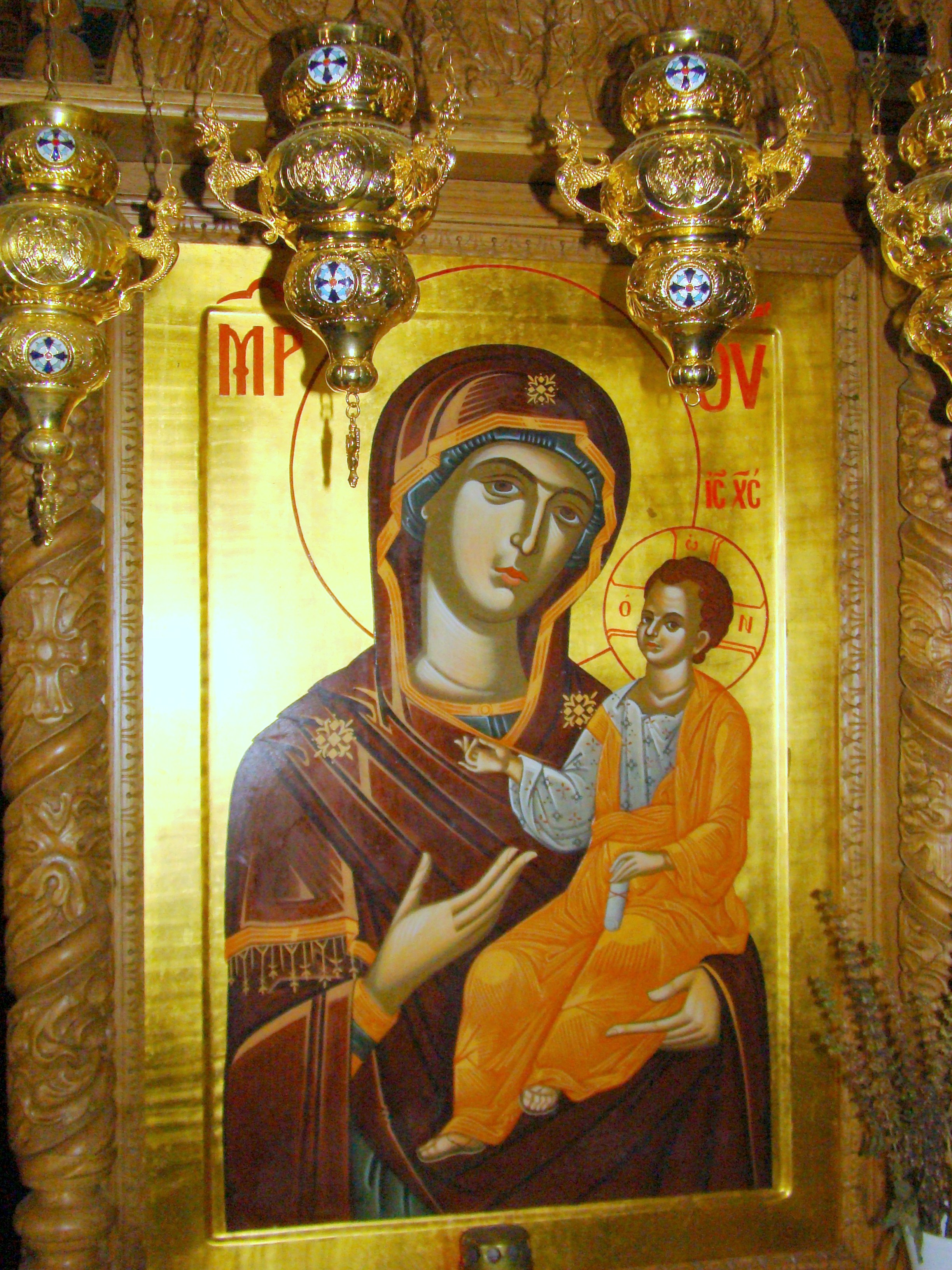
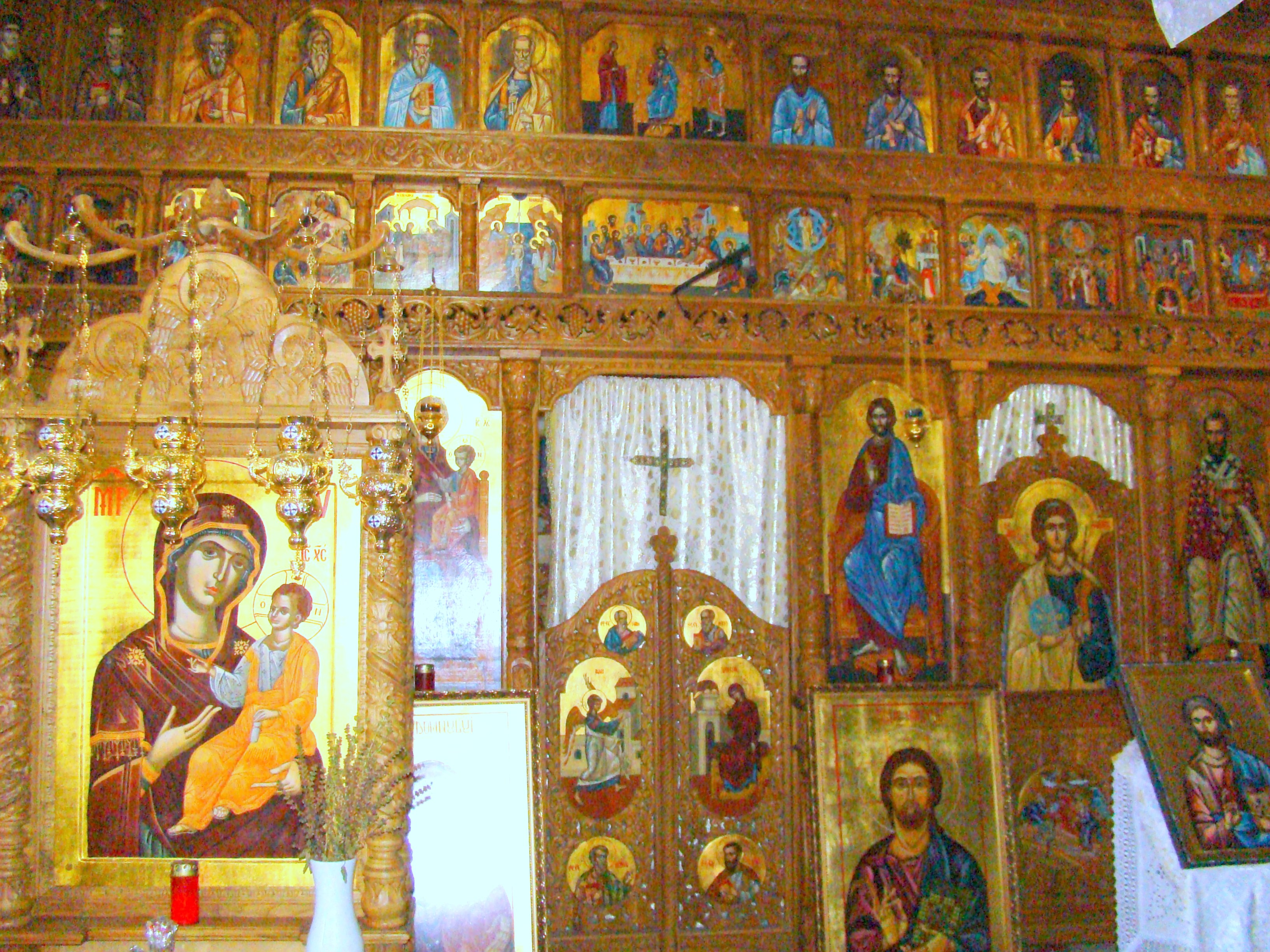